# Philadelphie
« Philadelphia » redirige ici. Pour les autres significations, voir Philadelphie (homonymie).
Pour les articles homonymes, voir Philly.
Philadelphie (en anglais : Philadelphia, /ˌfɪləˈdɛlfiə/), surnommée Philly, est une ville du Commonwealth de Pennsylvanie, située dans le Nord-Est des États-Unis, entre New York et Washington D.C. Le nom de la ville, choisi par William Penn, signifie « amitié fraternelle » en grec, car elle devait être un îlot de tolérance religieuse.
Selon le Bureau du recensement des États-Unis, la ville de Philadelphie (Philadelphia City) compte 1 603 797 habitants dans ses limites en 2020, ce qui en fait la sixième ville du pays après New York, Los Angeles, Chicago, Houston et Phoenix. Avec 6 245 051 habitants, l'aire métropolitaine de Philadelphie (Philadelphie–Camden–Wilmington ; PMSA) constitue la septième agglomération des États-Unis.
Centre historique, culturel et artistique majeur aux États-Unis, Philadelphie est également un grand port industriel sur le fleuve Delaware, qui se jette dans l'océan Atlantique. Fondée en 1682, elle fut, jusqu'en 1790, la ville la plus peuplée d'Amérique du Nord. Entre 1774 et 1800, le Congrès des États-Unis s'est réuni en plusieurs endroits, le plus souvent à Philadelphie, faisant de celle-ci la capitale de facto provisoire du pays, jusqu'à ce que Washington devienne la capitale définitive. Par ailleurs, Philadelphie entretint pendant quelques décennies une rivalité financière et politique avec New York, avant d'être supplantée par sa rivale.
À présent, Philadelphie est la principale métropole de l'État de Pennsylvanie (dont la capitale est Harrisburg) et le siège du comté de Philadelphie.

## Histoire

### Origine de son nom
Son nom, qui veut dire « amitié fraternelle » (voir adelphité), est celui de la ville antique de la région de Lydie, fondée par Attale II philadelphe, frère d'Eumène II, roi de Pergame, où s'établit une des sept congrégations chrétiennes mentionnées dans l'Apocalypse.

### Débuts

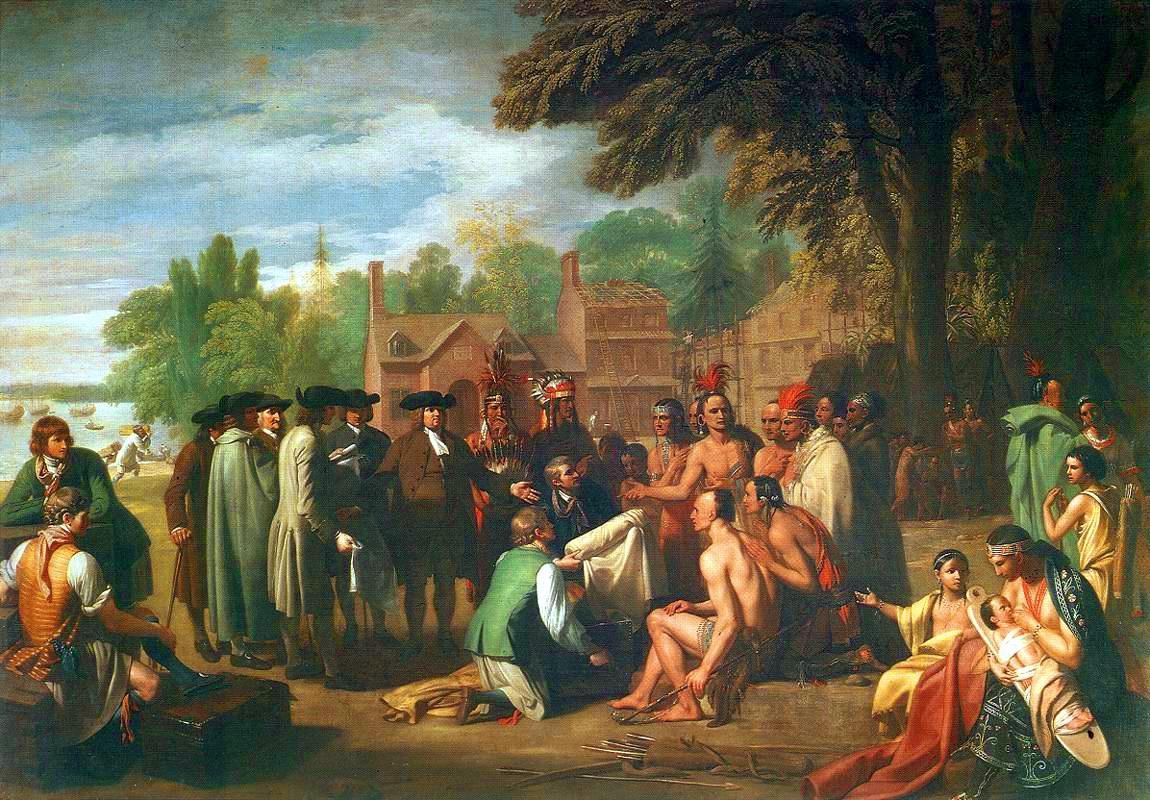
Benjamin West, The Treaty of Penn with the Indians (1771-1772), Pennsylvania Academy of Fine Arts. Ce tableau représente la signature d'un traité de paix entre les Indiens et William Penn à Shackamaxon en 1682.

Avant l'arrivée des Européens, environ 20 000 Amérindiens Lenapes, appartenant à la nation algonquine habitaient dans la vallée du Delaware et le village de Shackamaxon était situé à l'emplacement actuel du quartier de Kensington, au nord du centre-ville.
L'exploration de la vallée du Delaware commença au début du XVIIe siècle. Les premiers colons suédois, néerlandais et anglais revendiquèrent tour à tour les rives du fleuve : la Nouvelle-Suède, fondée en 1638, fut annexée à la Nouvelle-Néerlande en 1655. Puis la région passa définitivement dans le giron britannique en 1674.

En 1681, le roi d'Angleterre Charles II octroya une charte à William Penn en échange de l'annulation d'une dette que le gouvernement devait à son père. Par ce document, la colonie de Pennsylvanie était officiellement fondée. William Penn (1644-1718) était un quaker anglais : il appartenait à ce groupe religieux dissident, persécuté en Angleterre, qui rejetait la hiérarchie ecclésiastique et prônait l'égalité, la tolérance, la non-violence. La Pennsylvanie devint rapidement un refuge pour tous ceux qui étaient opprimés pour leur foi. William Penn partit ainsi en Amérique en 1682 et fonda la ville de Philadelphie. Il souhaitait que cette cité serve de port et de centre politique. Même si Charles II lui en avait donné la propriété, William Penn acheta la terre aux Amérindiens afin d'établir avec eux des relations pacifiques. Il aurait signé un traité d’amitié avec le chef lenape Tamanend à Shackamaxon en 1682. 

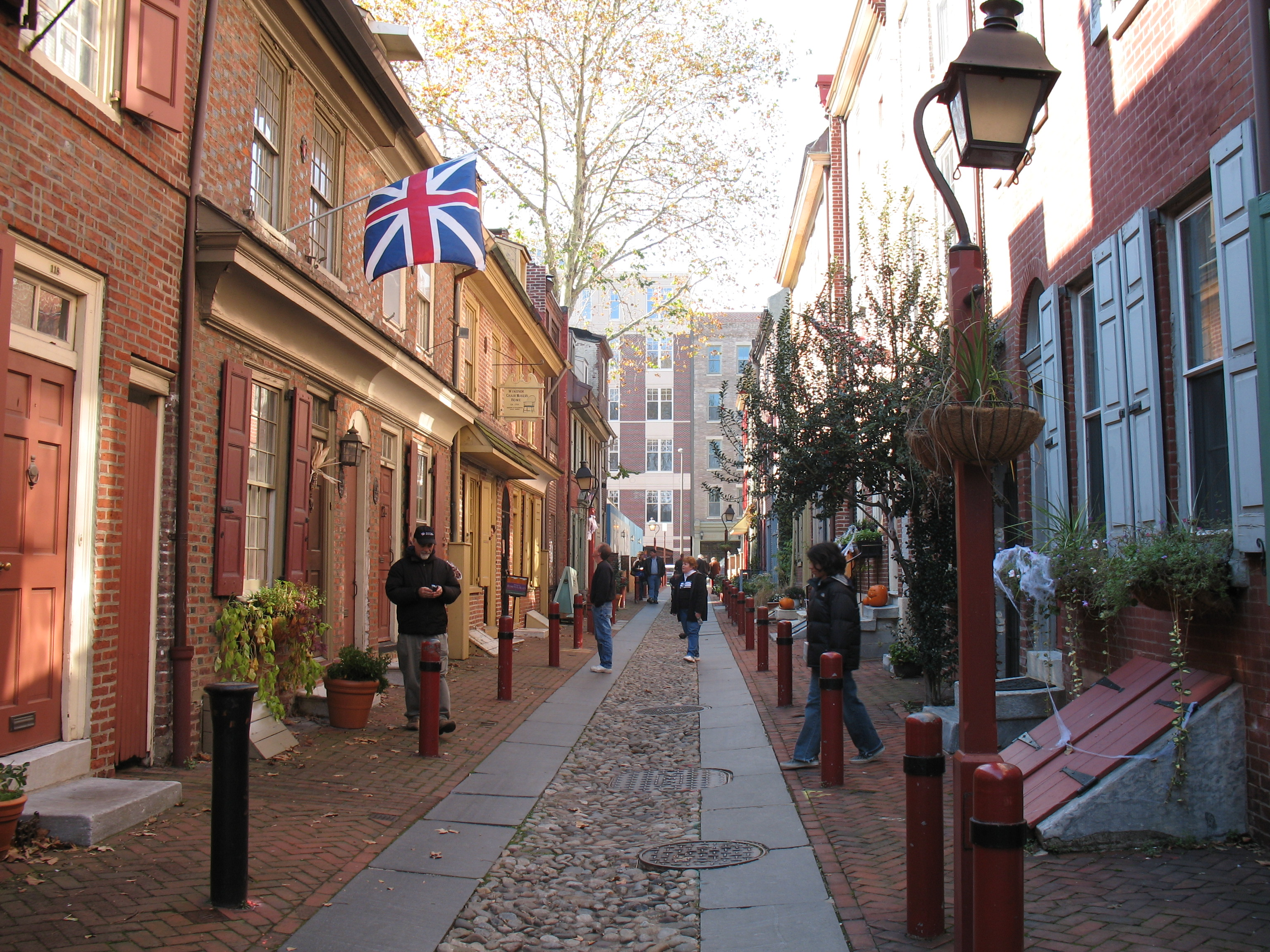
Elfreth's Alley, rue habitée depuis 1713.

Philadelphie fut aménagée selon un plan en damier, le plus ancien des États-Unis, avec des rues larges et cinq parcs. Pour la première fois dans le Nouveau Monde, les rues furent désignées par des numéros, dès cette date, ce qui en fait la première réalisation moderne de la nomenclature urbaine alphanumérique. Mais surtout, William Penn voulait rendre cette ville et la Pennsylvanie plus humaine, en supprimant la peine de mort pour les vols et en garantissant la liberté de culte. Le nom de la ville, emprunté au grec Φιλαδέλφια (« amour fraternel »), reflétait cette ambition. Lorsque William Penn revint d'Angleterre en 1699 après une absence de quinze ans, il trouva une ville agrandie et qui se plaçait juste derrière Boston par sa population. De nombreux immigrants européens, anglais, néerlandais, huguenots, étaient en effet arrivés, attirés par la prospérité de la ville et sa tolérance religieuse. Un premier groupe d'Allemands s'installa en 1683 dans le quartier actuel de Germantown. William Penn donna une charte à la cité le 25 octobre 1701 afin de créer des institutions municipales : un maire, des conseillers et une assemblée.
Dans la deuxième moitié du XVIIIe siècle, Philadelphie était devenue la cité la plus peuplée des Treize Colonies (45 000 habitants en 1780), dépassant Boston. Elle disputait même avec Dublin la place de deuxième ville de l'empire britannique, en dehors de l'Angleterre.

### Un foyer des Lumières

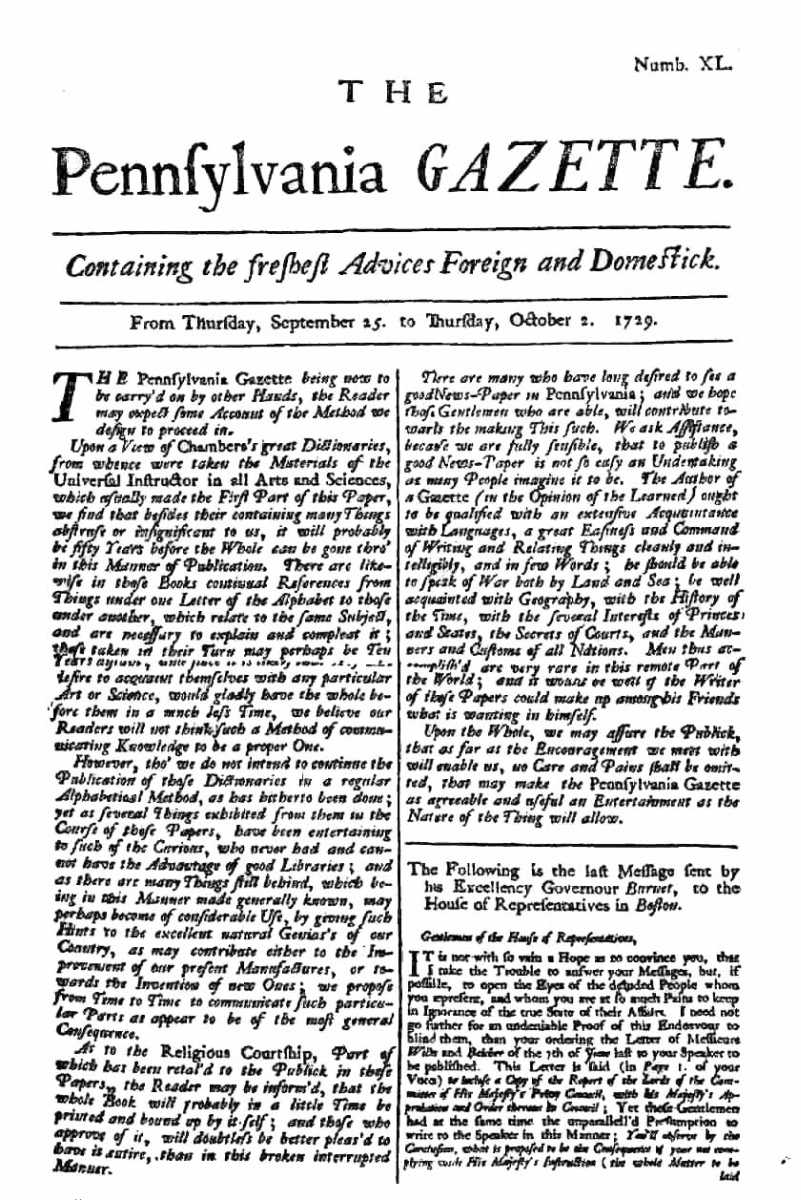
La Pennsylvania Gazette.

À la fin du XVIIIe siècle, Philadelphie était le « véritable centre des Lumières révolutionnaires », notamment sous l'impulsion de Benjamin Franklin (1706-1790). Ce savant, né à Boston, vécut à Philadelphie à partir de 1723 et fut l’un des fondateurs de la Library Company of Philadelphia (1731), de l'université de Pennsylvanie (1740) et de la société américaine de philosophie (1743). En 1752, il inventa le paratonnerre. En 1728, John Bartram créa un jardin botanique, le premier de ce genre en Amérique du Nord. C’est également au XVIIIe siècle que Philadelphie devint le principal centre d'édition des Treize colonies : le premier journal, The American Weekly Mercury, parut en 1719. La Pennsylvania Gazette (1723) joua un grand rôle pendant la révolution américaine. En 1739 fut publié le premier traité contre l'esclavage et la ville devint, avec Boston, l'un des centres anti-esclavagistes du pays.
Le savoir et la culture connurent un développement important au XVIIIe siècle, ce qui vaut à la ville d'être parfois appelée « l'Athènes de l'Amérique ». Dans les années 1760 s'ouvrirent une école d'anatomie, une école de médecine en 1765 et, l'année suivante, un théâtre permanent. C'est en 1790 que fut inaugurée la Law School of the University of Pennsylvania, la plus ancienne école de droit des États-Unis. Plusieurs artistes de la ville fondèrent en 1794 le Columbianum, qui constituait alors la première société pour la promotion des beaux-arts.
Enfin, Philadelphie se dota d'équipements, de bâtiments publics et d'infrastructures urbaines avant les autres cités américaines et sous l'impulsion de Benjamin Franklin : un hôpital et une compagnie de pompiers dès les années 1730 ; plusieurs banques furent fondées dans les années 1780. La Pennsylvania State House (actuel Independence Hall), où siégeait l'assemblée coloniale, fut achevée en 1753. Les rues furent progressivement pavées et éclairées au gaz.

### Révolution américaine

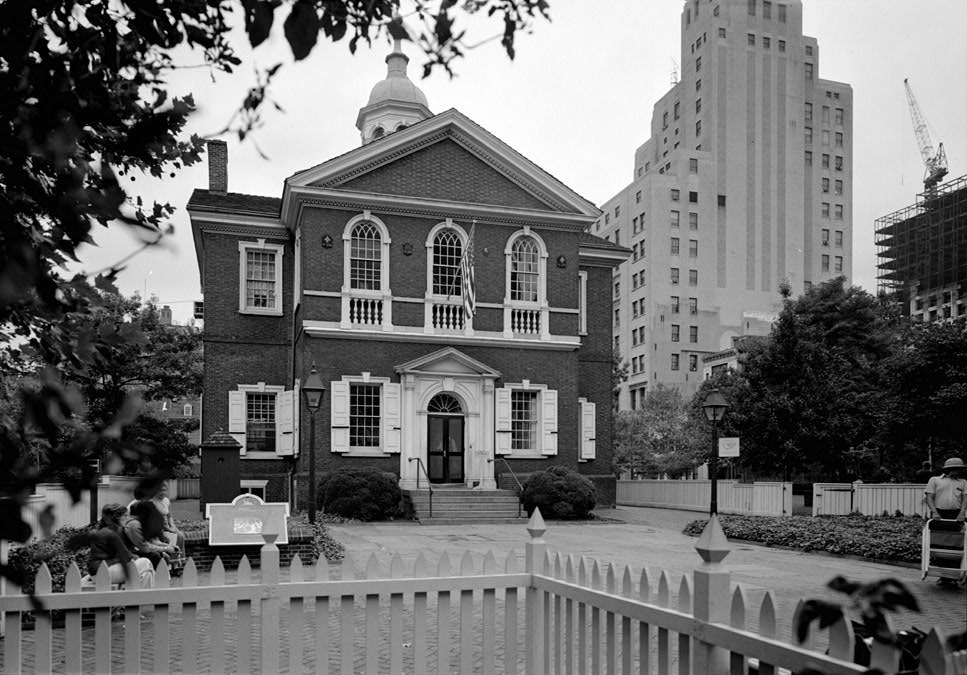
Le Carpenters' Hall accueillit le Premier Congrès continental en 1774.

Dans les années 1770, Philadelphie devint l'un des principaux foyers de la révolution américaine. Les Fils de la Liberté, une organisation de patriotes américains, furent très actifs dans la ville : ils résistèrent aux mesures fiscales imposées par la métropole et incitaient les colons à boycotter les marchandises anglaises.
Philadelphie fut choisie à cause de sa position centrale au sein des Treize colonies pour accueillir le Premier Congrès continental, qui se réunit du 5 septembre au 26 octobre 1774 au Carpenters' Hall. Le Second Congrès continental se tint entre 1775 et 1781, date de la ratification des Articles de la Confédération. Pendant la guerre d'indépendance, cette assemblée organisa l'armée continentale, émit du papier monnaie et s'occupa des relations internationales du pays. Les délégués signèrent la Déclaration d'indépendance le 4 juillet 1776. Cependant, à la suite de la défaite américaine de Brandywine en 1777, le Congrès dut quitter la ville, ainsi que les 2/3 de la population. Les habitants durent cacher la « cloche de la liberté ».
Plusieurs batailles opposèrent les Américains, commandés par George Washington, aux troupes britanniques en Pennsylvanie. Après avoir investi Philadelphie en septembre 1777, les Britanniques concentrèrent à Germantown 9 000 hommes, que Washington ne parvint pas à vaincre. En juin 1778, les Anglais abandonnèrent Philadelphie pour protéger New York, exposée à la menace française. Dès juillet, le Congrès revenait à Philadelphie. Une Convention constitutionnelle se réunit à Philadelphie en 1781 afin de rédiger une constitution. Ce texte, organisant les institutions du nouveau pays, fut signée à l'Independence Hall en septembre 1787. C'est dans le Congress Hall que fut élaborée la Déclaration des droits en 1790, les dix premiers amendements à la Constitution américaine.

### Capitale provisoire des États-Unis
Le Congrès continental s'installa à New York en 1785 mais, sous la pression de Thomas Jefferson, il déménagea à Philadelphie en 1790, qui fit office pendant dix ans de capitale provisoire des États-Unis, pendant que Washington D.C. était en chantier.
En 1793, une terrible épidémie de fièvre jaune ravagea la ville. On compta plus de 5 000 victimes, soit près de 10 % de la population.
En 1799, Washington devint capitale fédérale. Philadelphie perdit aussi, la même année, son statut de capitale d'État, au profit de Lancaster.
La ville fut aussi la capitale de la finance américaine. Pendant quatre décennies, la Bourse de Philadelphie, ouverte sur Chestnut Street en 1790, fut en effet le premier centre boursier de la fédération. C'est l'année de l'émission d'un grand emprunt obligataire public de 8 millions de dollars pour restructurer la dette des nouveaux États-Unis. En 1791, la First Bank of the United States, au capital de 10 millions de dollars dont 20 % détenus par l'État, est la première action cotée. Le premier banquier de la ville, le Français Stephen Girard, la rachète en 1811 pour financer la guerre de 1812.

### Industrialisation auXIXesiècle

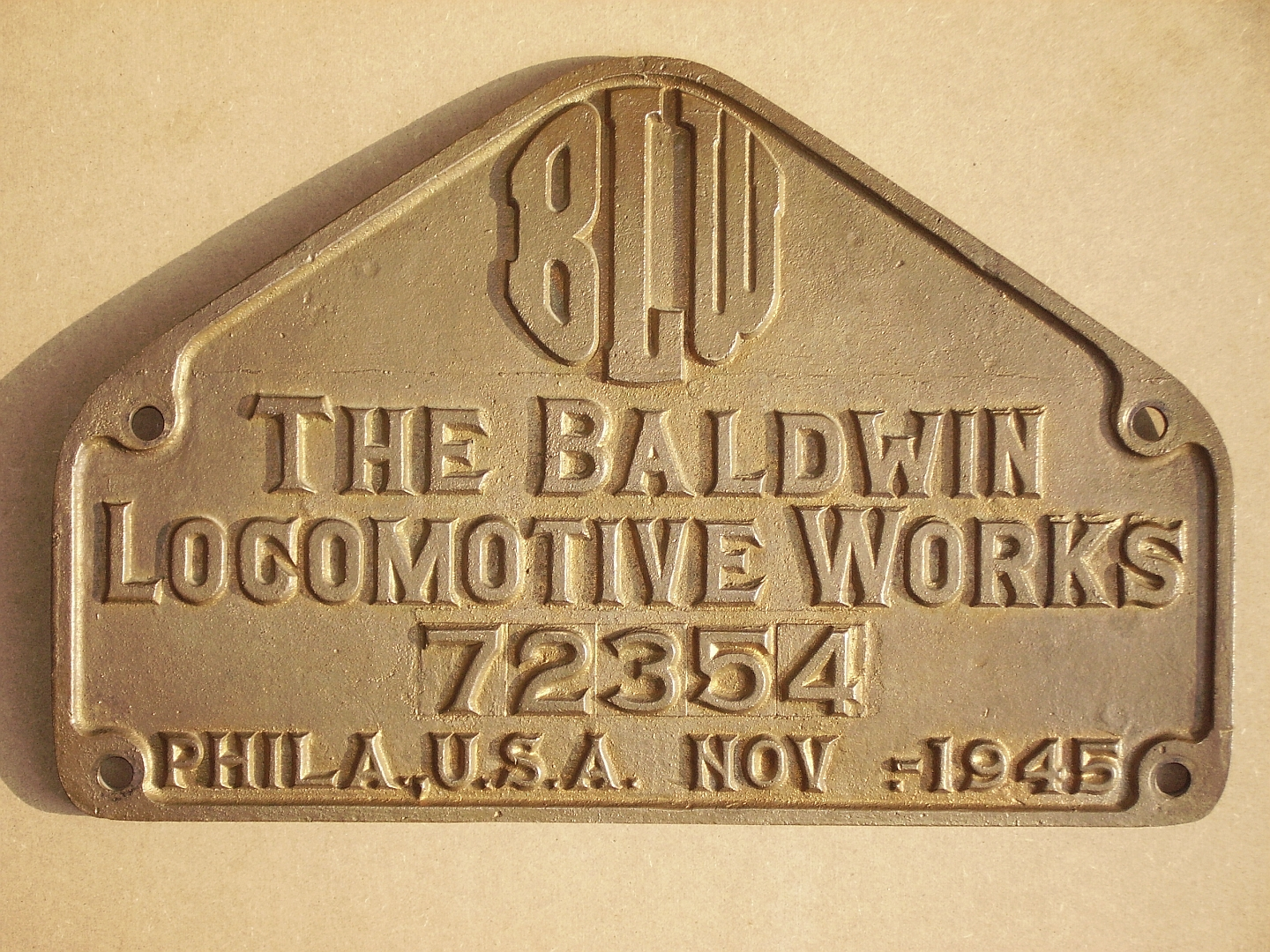
Plaque du constructeur Baldwin Locomotive Works.

Le commerce maritime de Philadelphie fut perturbé par l'Embargo Act de 1807 puis par la guerre de 1812 contre l'Angleterre. Après cette date, New York dépassa la cité et le port de Pennsylvanie.
Au début du XIXe siècle, Philadelphie connut un important essor économique grâce aux richesses agricoles et minières (charbon) présentes dans son arrière-pays ; la construction de routes, de canaux et de voies ferrées permit à la ville de maintenir son rang dans la révolution industrielle. Le textile, la confection, la métallurgie, la fabrication du papier et du matériel ferroviaire, la construction navale, l'agro-alimentaire étaient les principales industries du XIXe siècle. Philadelphie était également un centre financier de première importance. Pendant la guerre de Sécession (1861-1865), les usines de la ville fournirent les armées de l'Union en matériel militaire et en ressources diverses. Les hôpitaux jouèrent également un rôle en accueillant de nombreux blessés lors du conflit.

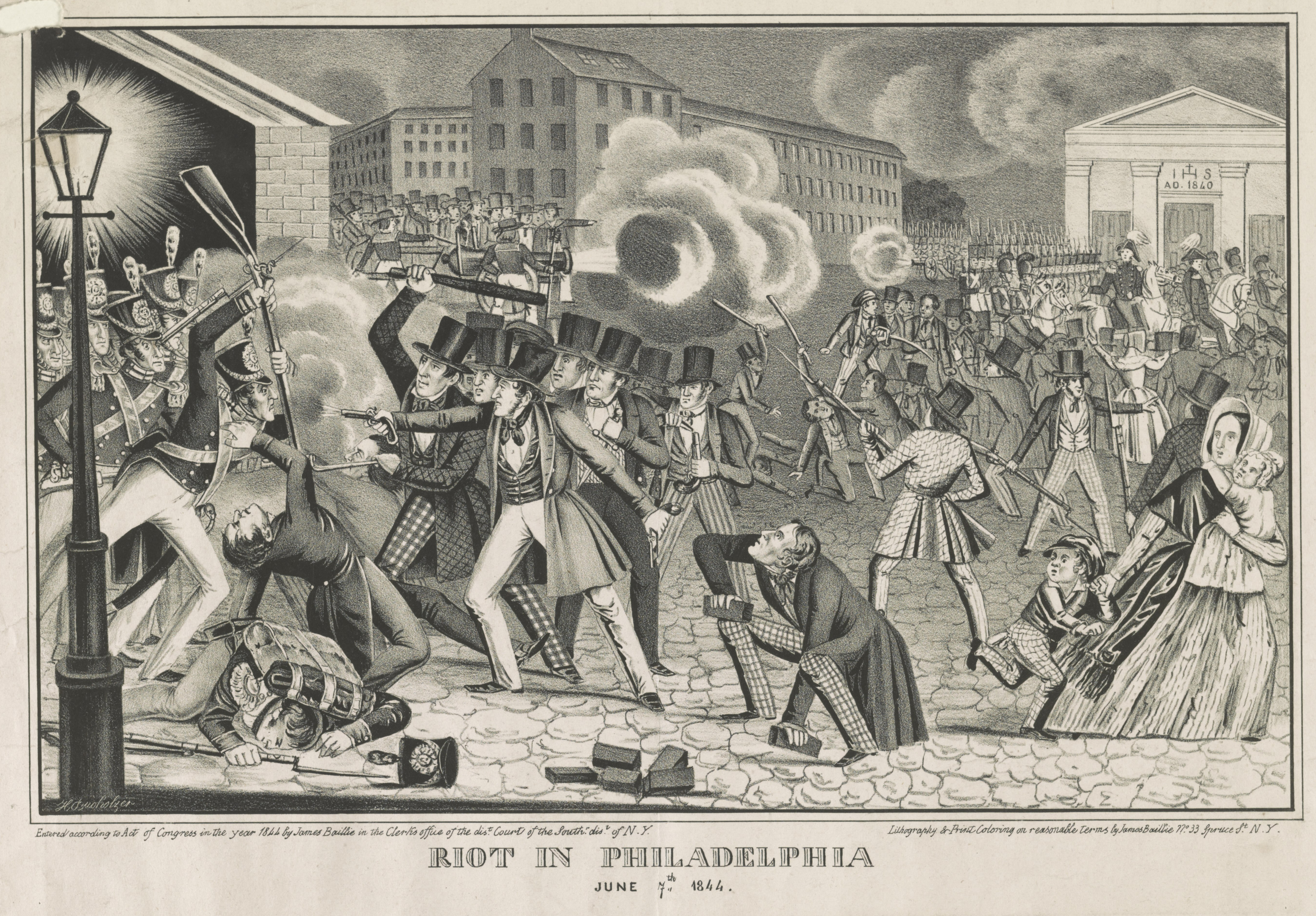
Les émeutes de Philadelphie de 1844.

En raison de la mécanisation de l'agriculture dans le Sud des États-Unis, des milliers d'Afro-Américains commencèrent à migrer vers le nord et Philadelphie devint l’une des destinations privilégiées de cet afflux. Comme dans d'autres cités américaines, les années qui précédèrent la guerre de Sécession furent marquées par des violences contre les nouveaux migrants, comme lors des émeutes anti-catholiques de mai-juin 1844. Avec l'Acte de Consolidation (Act of Consolidation) de 1854, la municipalité de Philadelphie annexa plusieurs districts, townships et quartiers périphériques. Cette décision permit de faire correspondre les limites de la ville avec celle du comté et d'améliorer la gestion des problèmes urbains. Cependant, la municipalité républicaine continuait à être corrompue et les fraudes et les intimidations lors des élections étaient fréquentes.

### Exposition universelle de 1876
En 1876, Philadelphie accueillit la première exposition universelle organisée sur le sol américain (la Centennial International Exhibition en anglais). Elle commémorait le centenaire de la Déclaration d'indépendance et se tint dans le Fairmount Park, près de la Schuylkill River. Elle attira quelque 9 789 392 visiteurs. La plupart des bâtiments de l'exposition furent conservés par la Smithsonian Institution à Washington DC. Parmi les innovations qui furent montrées au public, on peut citer le téléphone d'Alexander Graham Bell, la machine à écrire de Remington, le ketchup Heinz, la Racinette (ou Root beer), ou encore l'automate à fabriquer des vis d'horlogerie et la chaîne de montage horlogère (Waltham Watch Company).

### Mutations duXXesiècle

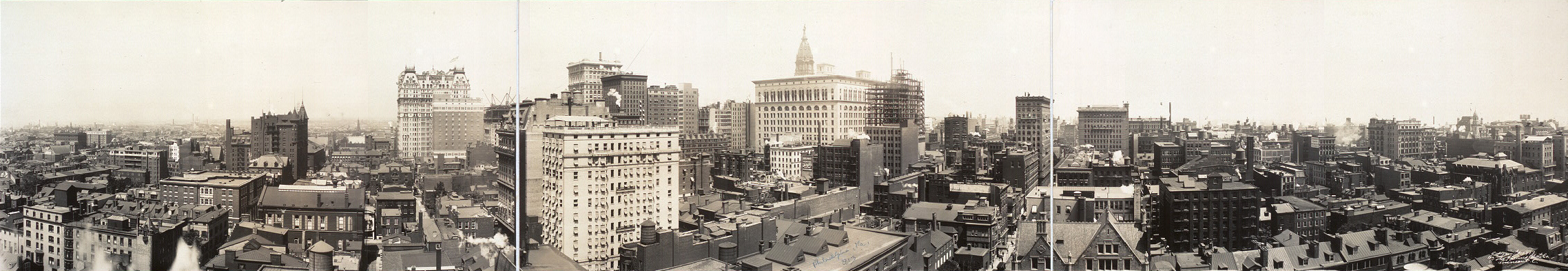
Le centre de Philadelphie en 1913.

En 1903, Mother Jones organise à Philadelphie l'une des premières manifestations contre le travail des enfants aux États-Unis.
Des milliers d'immigrants venus d'Allemagne, d'Italie, d'Irlande et d'Europe de l'Est vinrent travailler dans les industries de la ville au tournant du XXe siècle et se regroupèrent dans des quartiers distincts. Pendant la Première Guerre mondiale, l'arrivée des Afro-Américains fuyant la ségrégation raciale du Sud modifia la structure de la population. Avec le développement du transport ferroviaire puis du métro en 1907, et de l'automobile, les classes moyennes commencèrent à quitter le centre-ville pour résider en banlieue. Les premiers gratte-ciel firent leur apparition et le pont Benjamin-Franklin fut construit. Après la Grande Dépression, Philadelphie était connue pour la vigueur de son syndicalisme et pour ses multiples grèves. Le chômage augmenta fortement et se maintint à un haut niveau dans les années 1930, malgré les emplois créés par la Work Projects Administration. Il fallut attendre la Seconde Guerre mondiale pour que la ville sortît de la crise, grâce aux industries de l'armement.
En 1950, Philadelphie atteignit son apogée démographique, avec un peu plus de deux millions d'habitants ; les logements étaient alors souvent insuffisants et insalubres. Dans les années 1960, des émeutes raciales éclatèrent, au moment du mouvement américain des droits civiques. Les problèmes sociaux s'aggravèrent avec la montée du chômage, la drogue et la violence des gangs. Les classes moyennes blanches fuirent le centre vers les comtés environnants : ainsi la ville perdit plus de 13 % de sa population dans les années 1970.[réf. incomplète]
La municipalité adopta une nouvelle charte en 1951 donnant plus de pouvoirs au maire. Le maire Joseph S. Clark Jr. (en) inaugura une politique de renouvellement urbain : amélioration des routes et du système des transports (SEPTA, 1965), réhabilitation urbaine, création de centres commerciaux et de parcs. Mais la ville était alors à la limite de la banqueroute au début des années 1990, à l'instar d'autres grandes villes de la côte est comme New York, qui connut une crise et une situation de faillite similaire. Depuis, la situation du logement et de l'emploi s'est améliorée dans plusieurs quartiers, mais la violence reste toujours à un niveau élevé[réf. nécessaire].

## Géographie

### Situation
Philadelphie se trouve dans le Nord-Est des États-Unis, à 130 km au sud-ouest de New York, dans la région industrielle de la Manufacturing Belt (« ceinture des usines »), à la même latitude que les Baléares ou la Calabre. Elle appartient à un espace urbanisé en continu, le BosWash, qui s'étend de Boston au nord à Washington, D.C. au sud. La ville se targue de se trouver à moins de 100 miles de New York par la route, 94 exactement (environ 152 km). La ville est située entre la chaîne des Appalaches au nord et l'ouest, et l'océan Atlantique au sud et à l'est.
Philadelphie est construite dans le Sud-Est de la Pennsylvanie et la banlieue s'est développée en partie au sud-est sur le New Jersey, grâce aux ponts Benjamin Franklin et Walt Whitman. Le centre de la ville s'étend principalement sur la rive droite du fleuve Delaware, dont elle commande l'estuaire situé au sud. La rivière Schuylkill se jette dans le Delaware au sud de la ville : c'est sur ce site de confluence que se sont développés les chantiers navals. D'autres cours d'eau moins importants traversent la ville : Cobbs Creek, Wissahickon Creek et Pennypack Creek.
Selon le Bureau du recensement des États-Unis, la ville a une superficie totale de 369,4 km2, dont 349,9 km2 de terre et 19,6 km2 de plans d'eau, soit 5,29 % du total. Le territoire de la municipalité (Philadelphia City) est 3,5 fois plus étendu que celui de Paris. L'agglomération occupe un site de plaine fluviale plat et peu élevé. L'altitude moyenne est de 13 mètres. La zone métropolitaine de Philadelphie, qui occupe la vallée du Delaware, compte près de six millions d'habitants.

### Climat

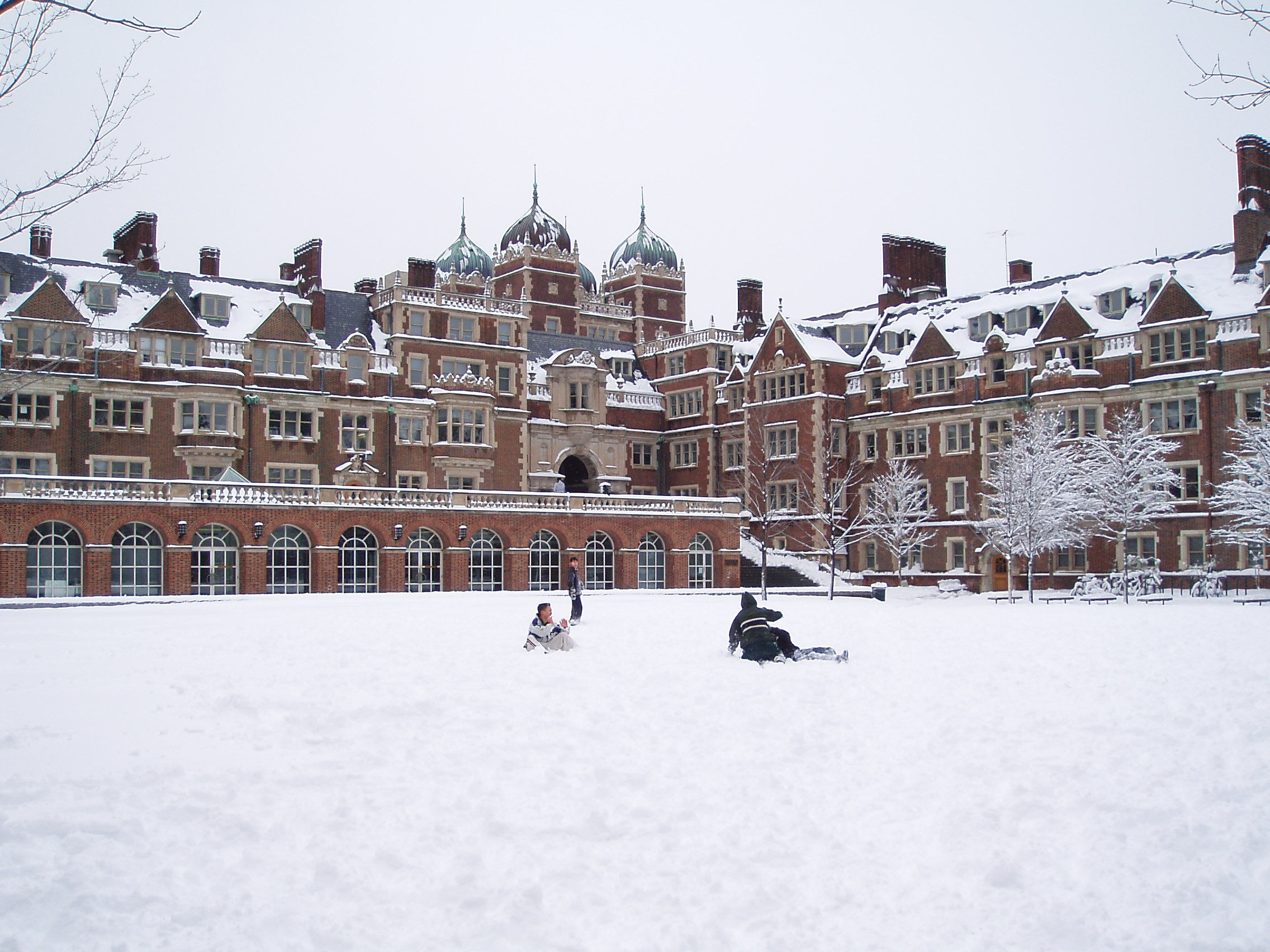
Campus de l'université de Pennsylvanie. En hiver, le blizzard apporte d'importantes quantités de neige.

Philadelphie possède un climat continental humide. Les étés sont très chauds et humides et les hivers sont froids et souvent secs. En été, les indices de chaleur dépassent parfois les 40 °C à cause de l'humidité combinée aux températures élevées. L'indice de chaleur le plus élevé à Philadelphie fut de 54 °C le 15 juillet 1995 . Les précipitations sont assez régulièrement réparties sur toute l'année, avec six à huit jours de pluie par mois et un total de 1 054,1 mm sur l'année. Il tombe en moyenne 58 cm de neige par an.
Juillet étant le mois le plus arrosé de l'année, les pluies tombent sous forme de pluies chaudes de courte durée. Les précipitations estivales peuvent faire déborder la rivière Schuylkill. Les températures du mois de juillet varient en moyenne entre 20 °C à 25 °C pour les minimales nocturnes et 30 °C à 35 °C en journée avec parfois des pointes à 38 °C pendant les vagues de chaleur, les nuits peuvent parfois être très chaudes avec des températures restant au-dessus des 30 °C une grande partie de la nuit.
La plus haute température enregistrée fut de 41,1 °C le 7 août 1918 à PHL et en juillet 2011 à Northeast Philadelphia Airport (à noter qu'une température de 44 °C fut enregistrée le 9 et le 10 juillet 1936, pendant la grande vague de chaleur à Phoenixville situé à 35 km à l'est de Philadelphie). L'été indien se prolonge parfois jusqu'à mi-novembre, l'automne et le printemps sont relativement doux, mais courts. L'hiver arrive rapidement et peut s'accompagner de vagues de froid (cold waves) qui apportent des tempêtes de neige (blizzard). La température moyenne basse pour le mois de janvier est de −4 °C, la moyenne haute est de 5 °C. La température la plus basse enregistrée a été de −23,9 °C le 9 février 1934 à PHL.
Philadelphie bénéficie d'un bon ensoleillement avec 2 498,4 heures par an.
| Mois                                            | jan.  | fév.  | mars  | avril | mai   | juin  | jui.  | août  | sep.  | oct.  | nov.  | déc.  | année   |
| ----------------------------------------------- | ----- | ----- | ----- | ----- | ----- | ----- | ----- | ----- | ----- | ----- | ----- | ----- | ------- |
| Température minimale moyenne (°C)               | −3,6  | −2,5  | 1,3   | 6,7   | 12,2  | 17,6  | 20,6  | 19,9  | 15,7  | 9,1   | 4     | −1,1  | 8,3     |
| Température moyenne (°C)                        | 0,5   | 2     | 6,4   | 12,2  | 17,7  | 22,9  | 25,6  | 24,7  | 20,6  | 14,2  | 8,7   | 3     | 13,2    |
| Température maximale moyenne (°C)               | 4,6   | 6,6   | 11,5  | 17,7  | 23,2  | 28,2  | 30,6  | 29,6  | 25,6  | 19,2  | 13,3  | 7,1   | 18,1    |
| Record de froid (°C)                            | −21,7 | −23,9 | −15   | −10   | −2,2  | 6,7   | 10,6  | 6,7   | 1,7   | −3,9  | −13,3 | −20,6 | −23,9   |
| Record de chaleur (°C)                          | 23,1  | 26,1  | 30,6  | 35    | 36,1  | 38,9  | 40    | 41,1  | 38,9  | 35,6  | 28,9  | 22,8  | 41,1    |
| Ensoleillement (h)                              | 155,7 | 154,7 | 202,8 | 217   | 245,1 | 271,2 | 275,6 | 260,1 | 219,3 | 204,5 | 154,7 | 137,7 | 2 498,4 |
| Précipitations (mm)                             | 77    | 67,1  | 96,3  | 90,7  | 94    | 87,1  | 110,5 | 88,6  | 96    | 80,8  | 75,7  | 90,2  | 1 054,1 |
| dont neige (cm)                                 | 18    | 22,1  | 6,4   | 1,3   | 4,8   | 0     | 0     | 0     | 0     | 0     | 0,8   | 9,1   | 57,9    |
| dont nombre de jours avec précipitations ≥ 1 mm | 7,8   | 7,2   | 8,5   | 8,6   | 8,5   | 8,2   | 8     | 6,4   | 7,2   | 6,6   | 7,4   | 7,9   | 92,2    |
| Humidité relative (%)                           | 66,2  | 63,6  | 61,7  | 60,4  | 65,4  | 67,8  | 69,6  | 70,4  | 71,6  | 70,8  | 68,4  | 67,7  | 67      |

### Environnement
Les habitants de Philadelphie produisent 400 tonnes de déchets recyclables par jour. La ville est confrontée à un problème de recyclage en 2019, depuis que la Chine a décidé de cesser les importations de déchets plastiques.

### Urbanisme et quartiers

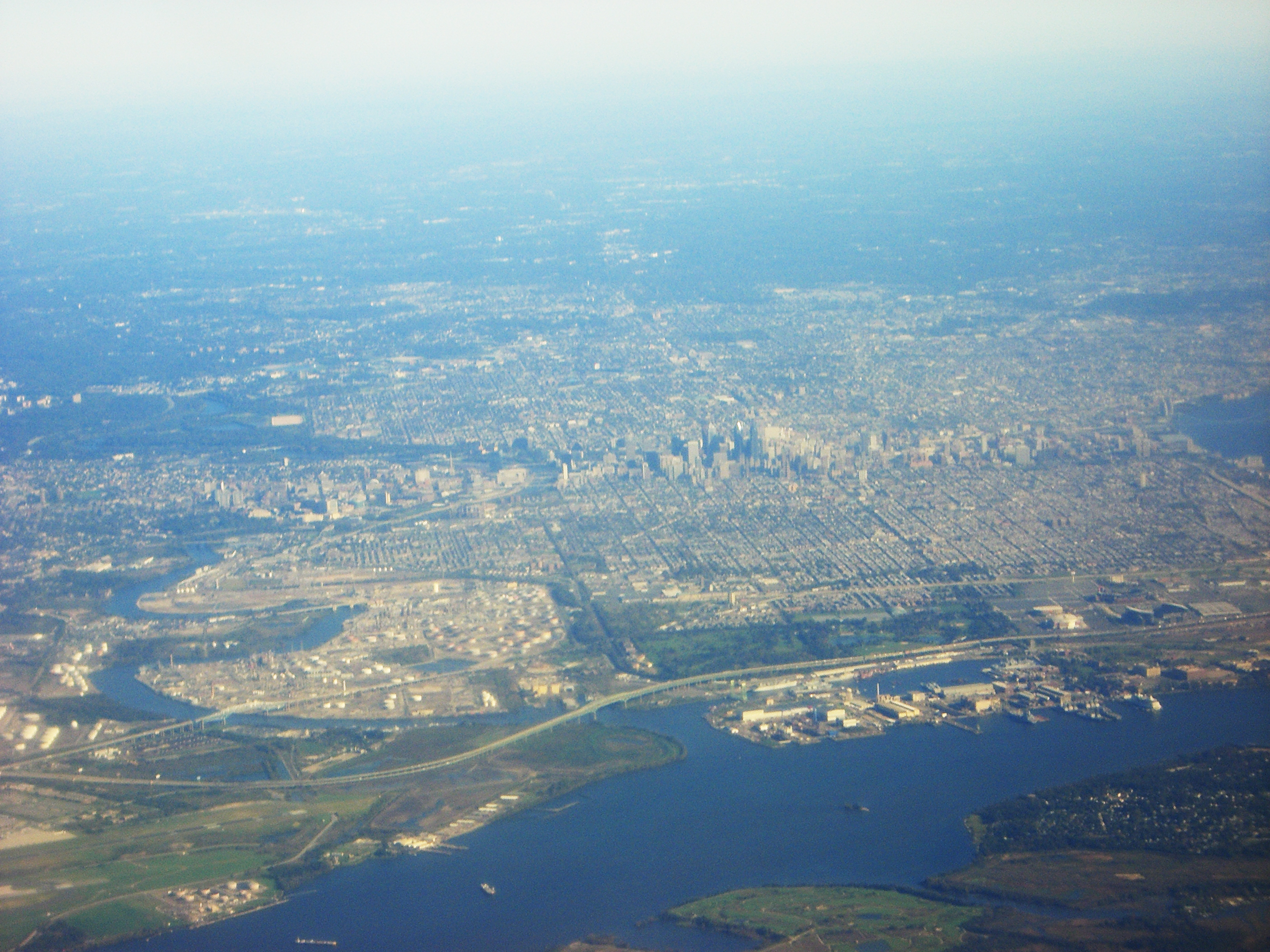
Photographie aérienne de Philadelphie. Au premier plan (sud) : la confluence entre la Schuylkill et le Delaware, la zone industrialo-portuaire ; au second plan, on distingue le plan en damier, le centre des affaires avec ses gratte-ciels ; à gauche : le quartier des universités et le Fairmount Park.

L'urbanisme de Philadelphie est caractéristique d'une grande ville américaine, tout en possédant un quartier historique comme Boston ou La Nouvelle-Orléans.

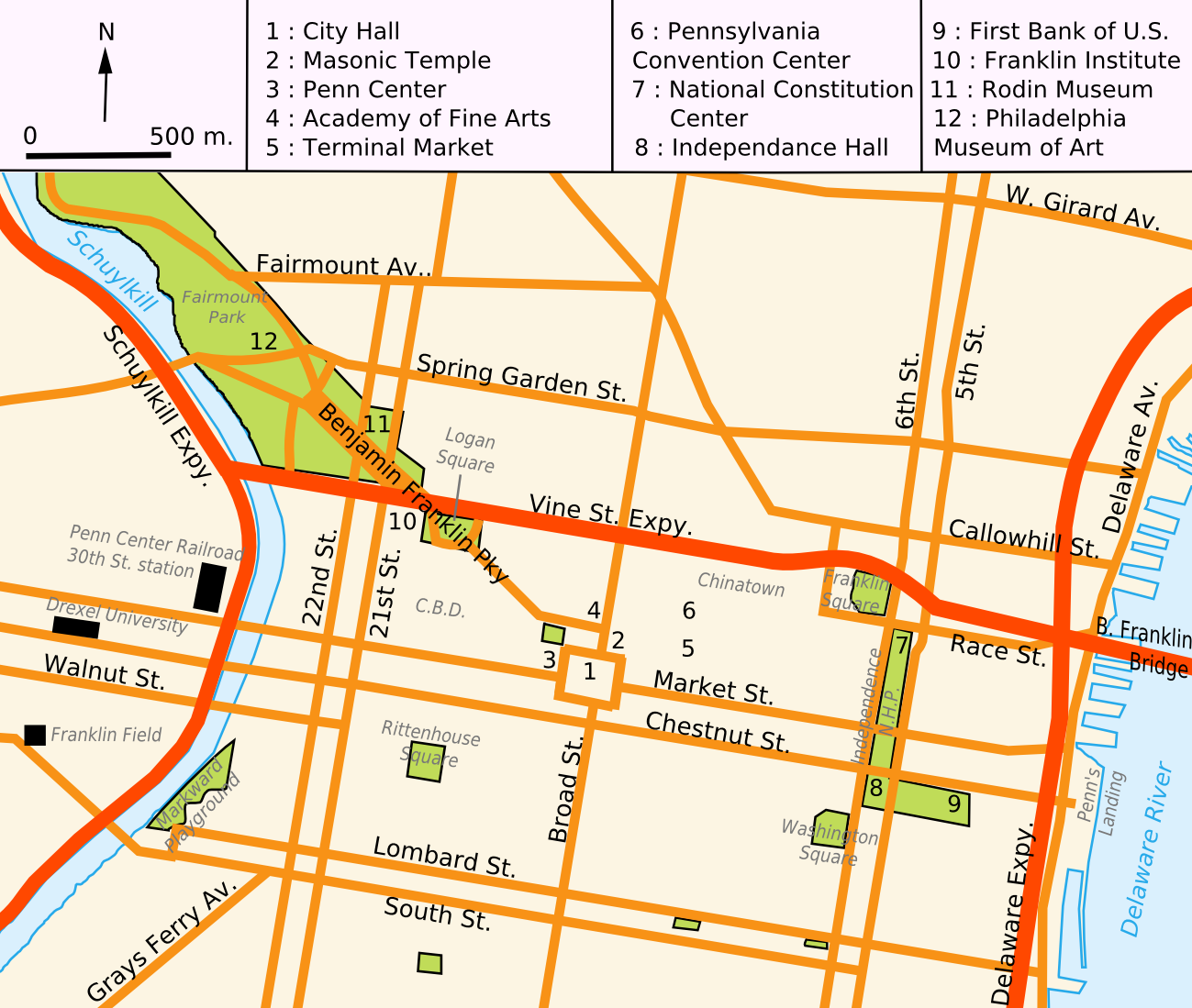
Carte simplifiée du centre de Philadelphie.

Le centre de la ville (Center City) suit un plan orthogonal depuis sa fondation ; il forme un quadrilatère délimité à l'est par le Delaware au nord par Vine Street, à l'ouest par la Schuylkill et au sud par South Street. Le centre de ce quadrilatère est occupé par l'hôtel de ville. Ce bâtiment se trouve dans l'axe de deux rues, Broad Street et Market Street, qui se coupent à angle droit à la manière d'un cardo et d'un decumanus romains. Les rues orientées est-ouest, portent des noms d'arbres. La Benjamin Franklin Parkway, sorte de Champs-Élysées de Philadelphie, est une avenue radiale qui relie l'hôtel de ville au Fairmount Park et au Philadelphia Museum of Art. Le centre historique se trouve à l'est, le centre des affaires à l'ouest. Le quartier de Center City compte de nombreuses institutions culturelles, des galeries et des centres commerciaux.
Le plan d'urbanisme de la fin du XVIIe siècle a disposé quatre places aux coins du Center City : Washington Square West (en), Rittenhouse Square, Logan Square et Franklin Square. La Fairmount Park Commission regroupe un ensemble de jardins publics dispersés dans l'agglomération, pour une superficie totale de 3 723 hectares – soit 37,23 km2. Le principal, Fairmount Park, se trouve le long de la Schuylkill River et du Wissahickon Creek, au nord-ouest de Center City, et s'étend sur 17 km2, soit cinq fois la superficie du Central Park de New York et deux fois le bois de Boulogne à Paris.
Autour du centre se trouvent des ghettos (West Philadelphia, Camden) ainsi que le quartier universitaire (University City, à l'ouest de la Schuylkill). Cette première auréole est également constituée de quartiers intermédiaires et mixtes, qui ont chacun leur identité. La plupart correspondent aux anciens villages ou villes du comté de Philadelphie avant leur annexion par la ville. Les quartiers de classes moyennes et aisées s'étendent assez loin du centre et lui sont reliées par un système de voies rapides et de trains de banlieue.

## Démographie

### Évolution et répartition
Sixième commune et huitième agglomération des États-Unis, la ville de Philadelphie compte 1 603 797 habitants dans ses limites municipales (Philadelphia City) en 2020 et 6 245 051 habitants dans son aire métropolitaine (PMSA : Philadelphie-Camden –Wilmington) selon le bureau du recensement des États-Unis.
Au milieu du XVIIIe siècle, Philadelphie était la ville la plus peuplée des Treize Colonies britanniques. Malgré sa croissance démographique spectaculaire, elle n'a cessé de reculer dans le classement des villes américaines. Elle est dépassée par New York à la fin du XVIIIe siècle, par Chicago dans les années 1880 et Los Angeles dans les années 1950. La plus forte augmentation de la population philadelphienne a eu lieu à la fin du XIXe siècle et au début du XXe siècle : le nombre d'habitants a doublé entre 1880 et 1920, grâce à l'immigration européenne. Après un apogée démographique en 1950 (deux millions d'habitants), la ville s'est dépeuplée à la suite des problèmes sociaux : les classes moyennes blanches ont quitté la municipalité pour s'installer dans les comtés périphériques. Entre 1950 et 2000, Philadelphie a perdu plus de 480 000 habitants. Malgré la politique de revitalisation de certains quartiers et la gentrification en cours, la tendance à la baisse continue (-4,5 % entre 1990 et 2000), mais à un rythme moins fort.
La densité de population de Philadelphie, comparable à celle de Boston ou de Chicago, était de 4 337,3 habitants par km2 en 2000.

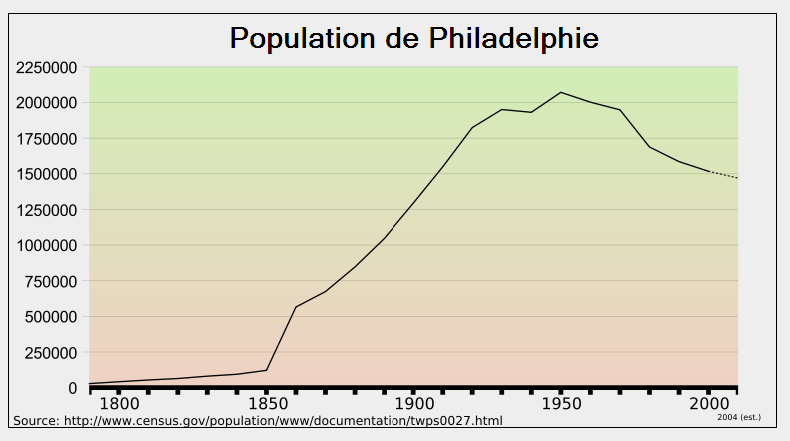
Évolution de la population de Philadelphie..

### Caractéristiques ethniques et sociales

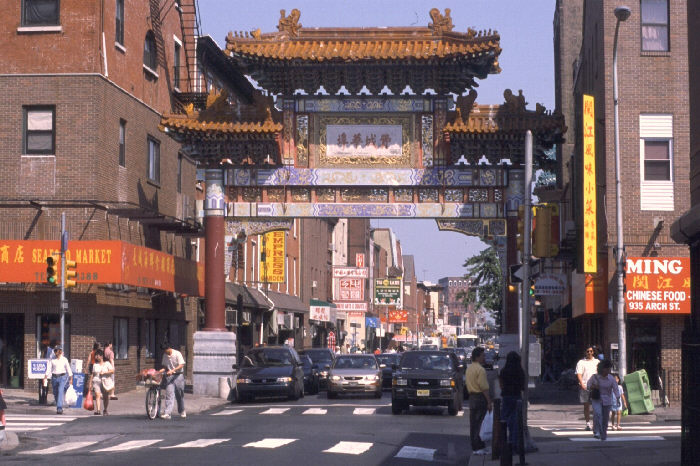
Le quartier chinois de Philadelphie.

La répartition ethnique se caractérise par le fait qu'aucun groupe n'est majoritaire : la proportion des Euro-Américains est faible (45 %) par rapport à la moyenne nationale et elle tend à diminuer. En 2005, 183 329 personnes déclaraient avoir des ancêtres irlandais, 121 397 des ancêtres italiens et 106 339 des ancêtres allemands. Ces trois communautés, formées par les descendants des migrants des années 1880-1920, impriment leur marque à la vie culturelle de Philadelphie.
Les Afro-Américains forment une communauté importante (43,2 % du total) et en augmentation. Ce groupe se concentre dans les secteurs situés à l'ouest et au nord du centre-ville.
La part des Hispaniques et Latino-Américains est plus faible (8,5 %) que dans le reste du pays, mais leur effectif augmente. Les communautés jamaïcaine, au deuxième rang national, et portoricaine (97 689 en 2005), troisième rang national, sont les mieux représentées.
La population d'origine asiatique représente 4,5 % des Philadelphiens : la principale communauté est celle des Chinois, estimée à 20 539 personnes en 2005, soit la deuxième en nombre de la côte est, après celle de New York. Le quartier chinois se trouve dans le centre-ville autour de Race Street, entre la 8e et la 11e Rue.
Le taux de personnes vivant sous le seuil de pauvreté est de 24,5 %, soit deux fois plus que la moyenne de l'État. Il reste largement supérieure à la moyenne nationale (13,3 %). Le revenu annuel moyen par habitant est de 19 140 $. Parmi les grandes villes de la mégalopole, Philadelphie est la plus pauvre. Le taux de chômage, avec 5,7 % de la population active en 2007, est supérieur à la moyenne nationale.
En ce qui concerne la criminalité, Philadelphie est à la sixième place des villes de plus de 500 000 habitants les plus dangereuses des États-Unis. En 2004, 377 meurtres ont été recensés, essentiellement dans les ghettos, soit un taux de 25,6 pour 100 000 habitants, alors que la moyenne nationale est de 6,9 et celle de New York de 6,6. En 2006, le nombre d'homicides s'élevait à 406.
Le pourcentage de diplômés de l'université est plus faible que dans le reste de la Pennsylvanie. Cependant, le nombre d’étudiants est important (107 519 en 2005, soit 13,5 % de la population totale), à cause de la présence de nombreux établissements d’enseignement supérieur sur le territoire de la municipalité.
Les services publics, municipaux ou privés pourvoient à la majorité des emplois. Le secteur industriel emploie 8 % de la population active, soit un peu plus de 45 000 personnes en 2005.
Selon l'American Community Survey, pour la période 2011-2015, 77,94 % de la population âgée de plus de 5 ans déclare parler l'anglais à la maison, 10,10 % l'espagnol, 2,22 % une langue chinoise, 1,02 % le vietnamien, 0,87 % le russe, 0,61 % l'arabe, 0,60 % le français, 0,60 % un créole français, 0,59 % le cambodgien, 0,57 % une langue africaine et 4,86 % une autre langue.

## Politique et administration

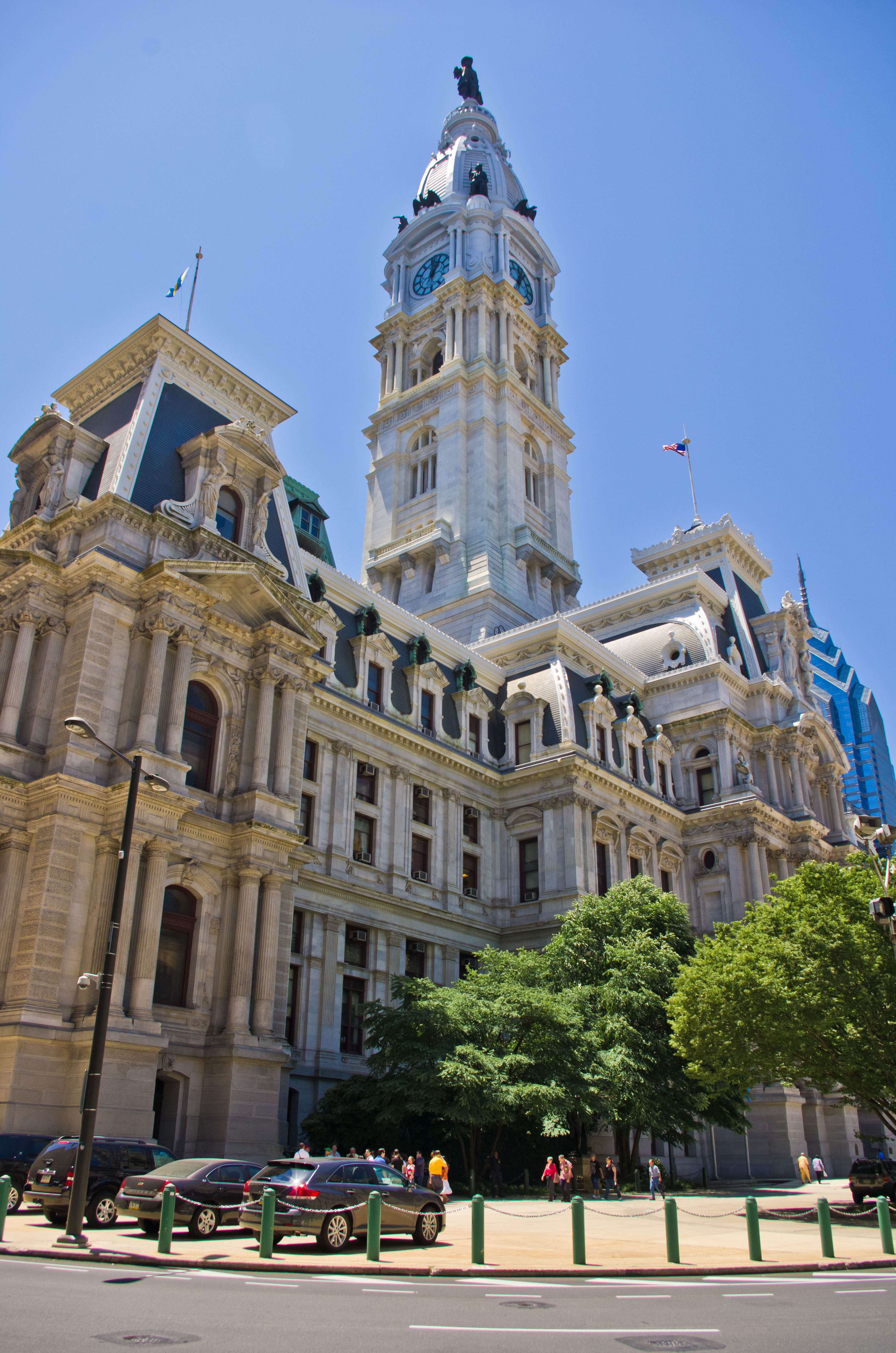
L'hôtel de ville de Philadelphie.

### Administration locale
Les limites du comté et de la ville de Philadelphie sont les mêmes depuis l'Act of Consolidation de 1854. Toutes les fonctions politiques sont assurées par la municipalité depuis 1952.

### Tendances politiques et résultats
Entre la guerre de Sécession et le milieu du XXe siècle, la municipalité a été dominée par le Parti républicain. Après la Grande Dépression des années 1930, les démocrates progressent et finissent par remporter la mairie en 1952. Aux élections présidentielles de 2008 et comme à celles de 2012, le candidat démocrate Barack Obama remporte respectivement 83 et 85 % des suffrages à Philadelphie. Enfin, en 2015, la ville envoie quatre représentants au Congrès américain ; il s'agit de trois démocrates et un républicain.

### Administration municipale

#### Maire
La ville est dirigée par un maire élu pour quatre ans et qui ne peut remplir plus de deux mandats consécutifs. Pour se représenter, il doit attendre au moins une période de quatre ans. Depuis 1952, tous les maires de Philadelphie sans exception sont démocrates et sont plutôt favorables à une intervention publique en faveur des catégories sociales défavorisées comme n'imposer aucune taxe locale sur les produits de première nécessité tel le savon.
| Période                                  | Période          | Identité        | Étiquette | Qualité |
| ---------------------------------------- | ---------------- | --------------- | --------- | ------- |
| Les données manquantes sont à compléter. |                  |                 |           |         |
| 2 janvier 1984                           | 6 janvier 1992   | Wilson Goode    | D         |         |
| 6 janvier 1992                           | 3 janvier 2000   | Ed Rendell      | D         |         |
| 3 janvier 2000                           | 7 janvier 2008   | John F. Street  | D         |         |
| 7 janvier 2008                           | 4 janvier 2016   | Michael Nutter  | D         |         |
| 4 janvier 2016                           | 1er janvier 2024 | Jim Kenney      | D         |         |
| 1er janvier 2024                         | en cours         | Cherelle Parker | D         |         |

#### Conseil municipal
Le conseil municipal (Philadelphia City Council) est l'organe délibérant et législatif de la ville. Il compte dix-sept membres dont dix sont élus dans les districts, les sept autres représentent l'ensemble de la ville et sont élus par tous les citoyens. Leur mandat est de quatre ans, sans limite de renouvellement.
Le président du Conseil est choisi par les conseillers ; depuis 2012, ce poste est occupé par le démocrate Darrell L. Clarke.
Le conseil municipal se réunit une fois par semaine en séance publique à l'hôtel de ville de Philadelphie. Les décisions sont prises à la majorité. Le maire peut opposer son droit de veto. Mais le conseil peut outrepasser ce droit par un vote à la majorité des deux tiers. En 2005, la municipalité employait environ 30 000 personnes.

### Justice
La Cour d'appel ordinaire du comté (Philadelphia County Court of Common Pleas) est la cour de justice pour Philadelphie. Elle est financée par les fonds municipaux et fonctionne avec les employés de la ville. La cour des contraventions routières s’occupe des infractions au code de la route.
Bien que la capitale de l'État de Pennsylvanie soit à Harrisburg, il arrive que la Cour suprême, la cour supérieure et la cour du Commonwealth tiennent des séances à Philadelphie. Les juges de ces instances sont élus par l'ensemble des citoyens de la ville.

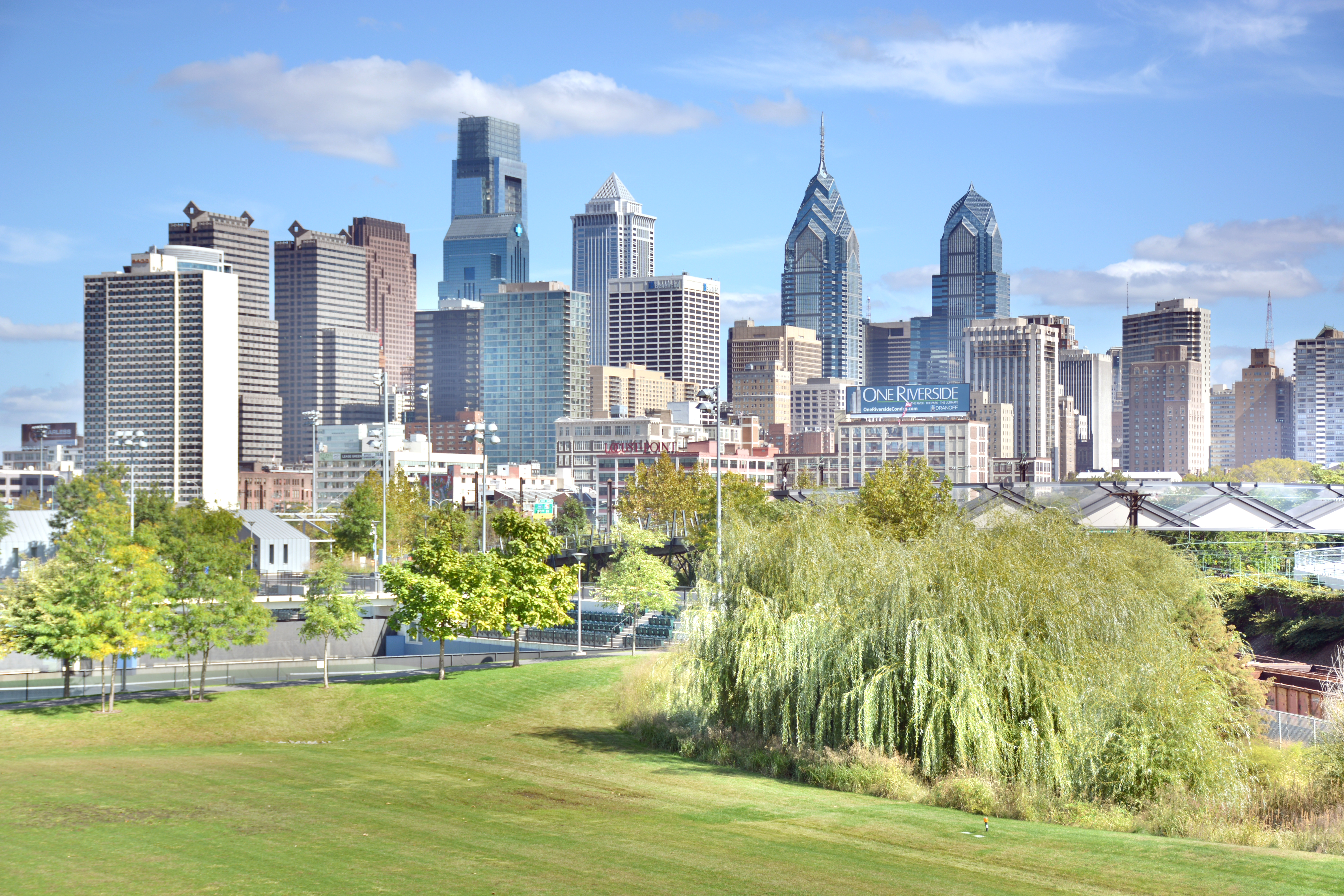
Le centre de Philadelphie depuis South Street Bridge.

Par ailleurs, la James A. Byrne United States Courthouse se trouve à Philadelphie. C'est un bâtiment qui accueille la Cour d'appel des États-Unis pour le troisième circuit et le tribunal de district des États-Unis pour le district oriental de Pennsylvanie.

## Économie

### Histoire

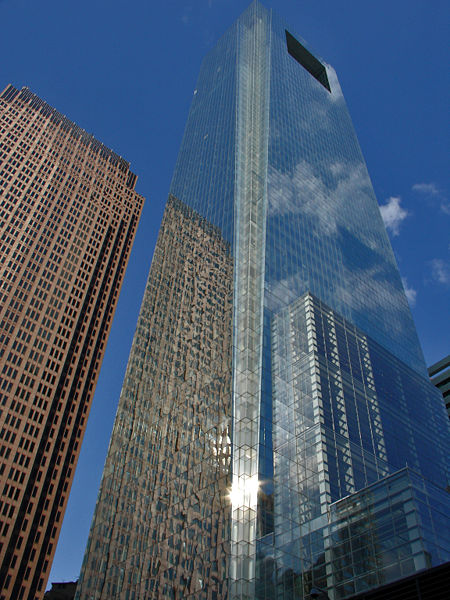
Le Comcast Center achevé en 2008, mesure 297 mètres ce qui en fait le plus haut gratte-ciel de la ville. Il est le symbole du renouveau économique de Philadelphie.

Au XVIIIe siècle, Philadelphie a joué un rôle pionnier dans la naissance politique mais également économique du pays. Aussi, les secteurs traditionnels fondés à l'époque coloniale, sont restés dynamiques et font toujours la réputation de la cité : l'édition et l'imprimerie, la presse, la banque, les métiers liés à la santé en sont quelques exemples.
Au XIXe siècle, l'exploitation du charbon des montagnes Appalaches, l'essor des chemins de fer et du transport par voie d'eau, ont placé Philadelphie en tête des métropoles industrielles, au cœur de la Manufacturing Belt. Les industries de la révolution industrielle et l'agro-alimentaire faisaient alors la prospérité de la ville (métallurgie, textile, pétrole, construction navale, conserverie, pisciculture). La situation géographique de la ville, entre New York et Washington DC, a attiré de nombreuses entreprises de transport. Après 1945, avec le déclin de ces industries traditionnelles qui affecta la Manufacturing Belt, Philadelphie est entrée dans une phase de crise économique et sociale. De nombreuses usines ont dû fermer, se restructurer ou se délocaliser vers le Sud et l'Ouest américain, voire à l'étranger. Aujourd'hui, Philadelphie a diversifié ses activités et entamé son renouveau économique. Le chômage baisse depuis 1993 et de nouveaux gratte-ciel sortent de terre dans le quartier des affaires. Philadelphie reste un centre décisionnel et financier de premier ordre dans le Nord-Est des États-Unis.

### Secteurs principaux

#### Industries et port
Le secteur tertiaire est devenu prédominant en nombre d'emplois et en création de richesses ; cependant, l'économie de la ville repose encore en partie sur les industries lourdes et agroalimentaires. Les autres activités industrielles sont la métallurgie, la confection, la papeterie, les industries d'équipement (matériel de bureaux, de communication, d'informatique). De nombreuses raffineries et industries pétrochimiques se concentrent le long du Delaware. Les chantiers navals Aker Philadelphia (autrefois Kværner Philadelphia Shipyard, fermés en 1995) continuent de construire des cargos et des tankers. Ils subissent néanmoins la concurrence étrangère, en particulier asiatique. Le port, géré par la Philadelphia Regional Port Authority, est dominé par le trafic pétrolier (57 millions de tonnes en 1996). Il importe également des fruits, du fer, de l’acier et du papier. Le port de Philadelphie, qui occupe déjà la première place sur la côte atlantique pour les marchandises diverses, prévoit d'augmenter son trafic de conteneurs.

#### Services
L'économie de Philadelphie est aujourd'hui dominée par le secteur tertiaire. Les principales activités sont liées à la santé (hôpitaux, assurances), aux transports (la SEPTA emploie plus de 9 000 personnes, US Airways possède un hub, Amtrak), aux services financiers et aux télécommunications (Verizon, Comcast Corporation) et aux institutions fédérales.
Plusieurs entreprises d'envergure régionale ou nationale ont leur siège social à Philadelphie : Aramark, la First Union National Bank, Advanta (banque), les compagnies Cigna et Lincoln Financial Group (assurances), Comcast (médias), Sunoco (pétrole), Rohm and Haas et FMC Corporation (chimie), GlaxoSmithKline (produits pharmaceutiques), Pep Boys (équipementier automobile).
Les trois premiers employeurs de la ville sont le gouvernement fédéral (plus de 30 000 employés en 1999), l'université de Pennsylvanie et son hôpital, ainsi que les services municipaux. L'hôtel des Monnaies pour la côte est des États-Unis se trouve près du quartier historique, de même qu'une division de la réserve fédérale. Philadelphie possède sa propre Bourse, le Philadelphia Stock Exchange, qui est la plus ancienne des États-Unis. À cause de la présence d'institutions gouvernementales, la ville possède de nombreux cabinets d'avocats. Elle constitue aussi un foyer d'envergure nationale pour le droit, grâce à ses écoles spécialisées (par exemple l'University of Pennsylvania Law School) et grâce à l'American Law Institute. Le secteur hospitalier est également très développé, et travaille en liaison avec les industriels présents dans la région, les universités, les centres de recherche et les industries pharmaceutiques. Enfin, depuis quelques années, la municipalité a réalisé des investissements pour développer le tourisme et mettre en valeur ses atouts : construction d'un centre de conventions (1993), restauration du patrimoine historique, aménagement des fronts d'eau… En 2002, Philadelphie a reçu 421 000 touristes étrangers et se place au 13e rang des villes américaines les plus visitées.
Comme de nombreuses autres villes des États-Unis, Philadelphie est confrontée à la faillite de son système de retraites. Les retraites de ses ex-fonctionnaires ne sont désormais pas toujours payées.

## Éducation
Le District scolaire de Philadelphie (School District of Philadelphia) est la principale entité administrative chargée de l'éducation dans la ville. Le District gère 214 des 300 écoles publiques situées dans les limites de Philadelphie et était responsable de l'éducation d'environ 131 362 élèves en 2014.

### Enseignement supérieur

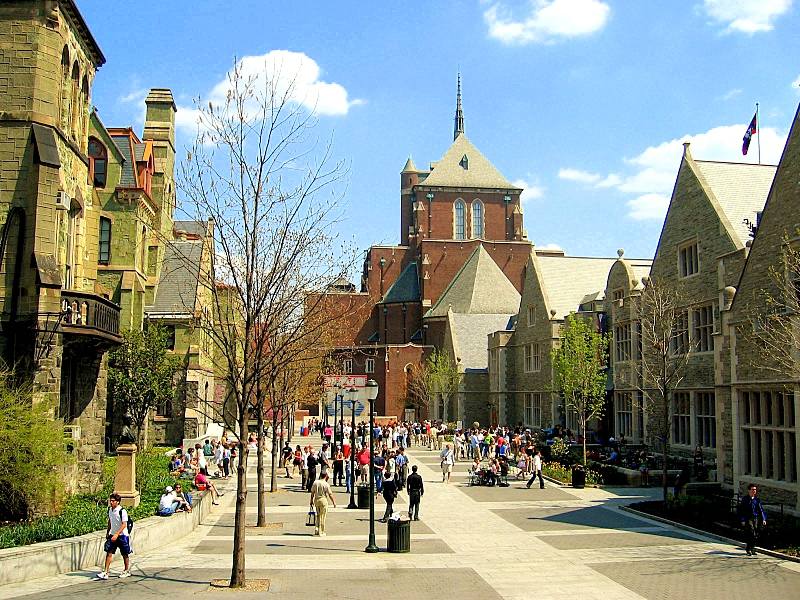
Campus de l'université de Pennsylvanie.

Philadelphie est une importante ville universitaire qui compte plusieurs milliers d'étudiants et de nombreux établissements d'enseignement supérieur. Les campus participent au dynamisme culturel de l'agglomération : dans le quartier d'University City à l'ouest du centre-ville, 21 musées et galeries d'art sont ouverts au public. Les universités et les centres de recherche travaillent en liaison avec les principaux employeurs de la ville : ainsi l'enseignement supérieur est particulièrement en pointe dans les secteurs de la chimie, des sciences, de la santé et des arts.
Fondé en 1964, le Community College of Philadelphia propose 70 diplômes différents et une vaste gamme de formations allant des arts aux sciences en passant par l'économie. Elle compte quelque 38 000 étudiants (2007), ce qui en fait le plus grand établissement d'enseignement supérieur de la ville.
L'université de Pennsylvanie est l'une des plus anciennes et des plus prestigieuses des États-Unis : créée par Benjamin Franklin au XVIIIe siècle, elle fait partie de la fameuse Ivy League, une association informelle regroupant les huit universités les plus célèbres du pays. En 2007, l'université de Pennsylvanie était référencée comme l'une des dix meilleures universités du pays d'après l'U.S. News & World Report. Elle compte actuellement[C'est-à-dire ?] plus de 19 800 étudiants et, avec son hôpital, elle est le deuxième employeur de la ville. Le campus se trouve dans le quartier d'University City.
L'université Temple a été ouverte en 1884 et regroupe environ 33 600 étudiants. La troisième plus grande université de la ville est celle de Drexel (17 000 étudiants), suivie par celles de Saint-Joseph (7 000) et de La Salle (6 200).
Ci-dessous se dresse une liste des établissements d'enseignement supérieur à Philadelphie :
- Art Institute of Philadelphia
- Cabrini College
- Chestnut Hill College
- Community College of Philadelphia
- Curtis Institute
- Drexel University
- Université de la Sainte Famille
- Université La Salle
- Moore College of Art and Design
- Philadelphia College of Osteopathic Medicine
- Philadelphia University
- Saint Joseph's University
- Pennsylvania Academy of the Fine Arts
- Thomas Jefferson University
- Temple University
- Université de Pennsylvanie
- Université des Arts
- Université des sciences de Philadelphie
- Haverford College
- Bryn Mawr College

## Culture
La ville de Philadelphie possède une vie culturelle variée et dynamique. Dès le XVIIIe siècle, Philadelphie s'est affirmée comme un foyer majeur de création artistique, musicale et même culinaire. Elle offre toujours aujourd'hui un large choix de musées et d'évènements, et compte de nombreuses salles de spectacle.

### Patrimoine et musées

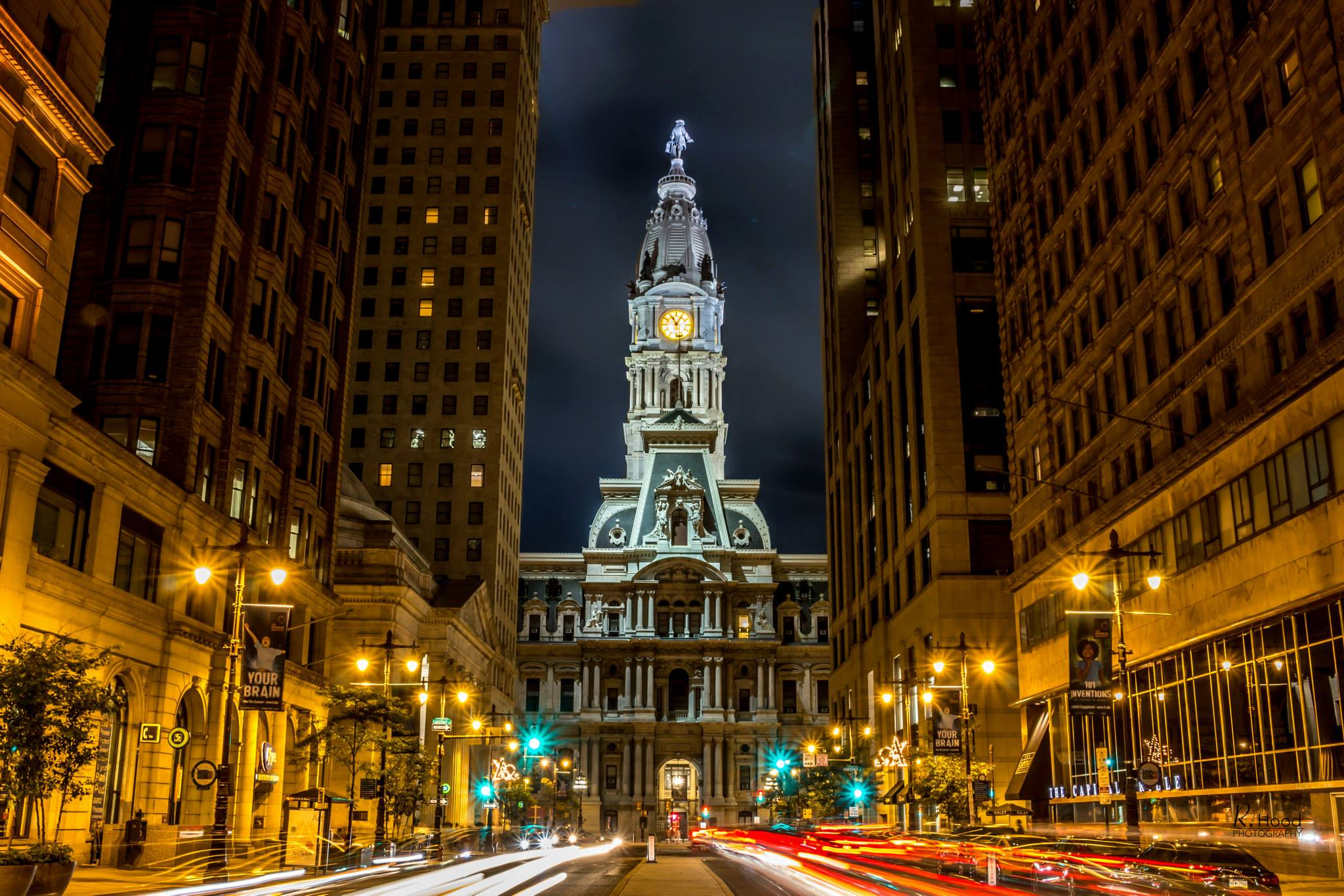
L'hôtel de ville de Philadelphie est l'un des plus beaux édifices de la ville.

Datant du XVIIIe siècle, Philadelphie compte de nombreux monuments historiques et lieux culturels. La plupart se concentre à l’est du Center City au sein de l'Independence National Historical Park : certains remontent à l'époque coloniale et sont construits en briques rouges dans le style géorgien ou fédéral (Congress Hall, Independence Hall, Old City Hall, Carpenters' Hall, Library Hall, Christ Church, St. George's United Methodist Church) ; d'autres ont été érigés pendant ou après la révolution américaine et adoptent un style néo-classique (First Bank of the United States, Second Bank of the United States, Merchants’ exchange). L'Independence Hall (1732-1753) est l'un des rares bâtiments américains classés sur la liste du patrimoine mondial de l'UNESCO.
Le parc historique propose également de nombreux musées : National Constitution Center, Museum of the American Philosophical Society, Liberty Bell Center, New Hall Military Museum… Plusieurs maisons du XVIIIe siècle sont dispersées dans le quartier : Todd’s House (1775), Betsy Ross House (1740), Powell House (1765-1766) et surtout la célèbre Elfreth's Alley (1720-début du XIXe siècle)
Les autres monuments et musées sont dispersés dans le centre de la ville. L'hôtel de ville de Philadelphie, dont la construction a commencé en 1871, adopte un style second empire, inspiré du Louvre, avec des toits mansardés. Le temple maçonnique s’élève en face de l'Hôtel de ville : il abrite la Grande Loge de Pennsylvanie, l'une des plus anciennes du pays. Plusieurs institutions culturelles se regroupent autour du Logan Square : la cathédrale Saints-Pierre-et-Paul (1864), l'Institut Franklin, l'académie des sciences naturelles et la Free Library. On peut aussi noter la Benjamin Franklin Parkway inspirée des Champs-Élysées à Paris et qui relie le Logan Square au Philadelphia Museum of Art.
L'académie de musique fut dessinée par l'architecte français Napoléon Le Brun (1857). Enfin, le Tadeusz Kościuszko National Memorial (1775–1776) et la Gloria Dei Church (la plus ancienne église de la ville) se trouvent au sud-est.
La ville compte de très nombreux musées qui reflètent bien les caractéristiques d'une ville qui glorifie son passé tout en étant tournée vers l'avenir : les muséums à vocation scientifique (Academy of natural sciences, Franklin Institute, Mütter Museum, Wagner Free Institute of Science) et les lieux d'exposition d'art contemporain (Abington Art Center, Institute of Contemporary Art) en témoignent.
Ci-dessous se dresse une liste des principales institutions culturelles à Philadelphie :
- Abington Art Center
- Academy of Natural Sciences
- African American Museum in Philadelphia
- American Swedish Historical Museum
- Philadelphia History Museum at the Atwater Kent
- Civil War and Underground Railroad Museum of Philadelphia
- The Fabric Workshop and Museum
- Fondation Barnes
- Independence Seaport Museum
- Institute of Contemporary Art
- Library Company of Philadelphia
- Mütter Museum
- National Constitution Center
- Pennsylvania Academy of the Fine Arts
- Pennsylvania Museum and School of Industrial Art
- Philadelphia Museum of Art
- Rosenbach Museum
- Rodin Museum
- University of Pennsylvania Museum of Archaeology and Anthropology
- Wagner Free Institute of Science
- Woodmere Art Museum

Monuments de Philadelphie
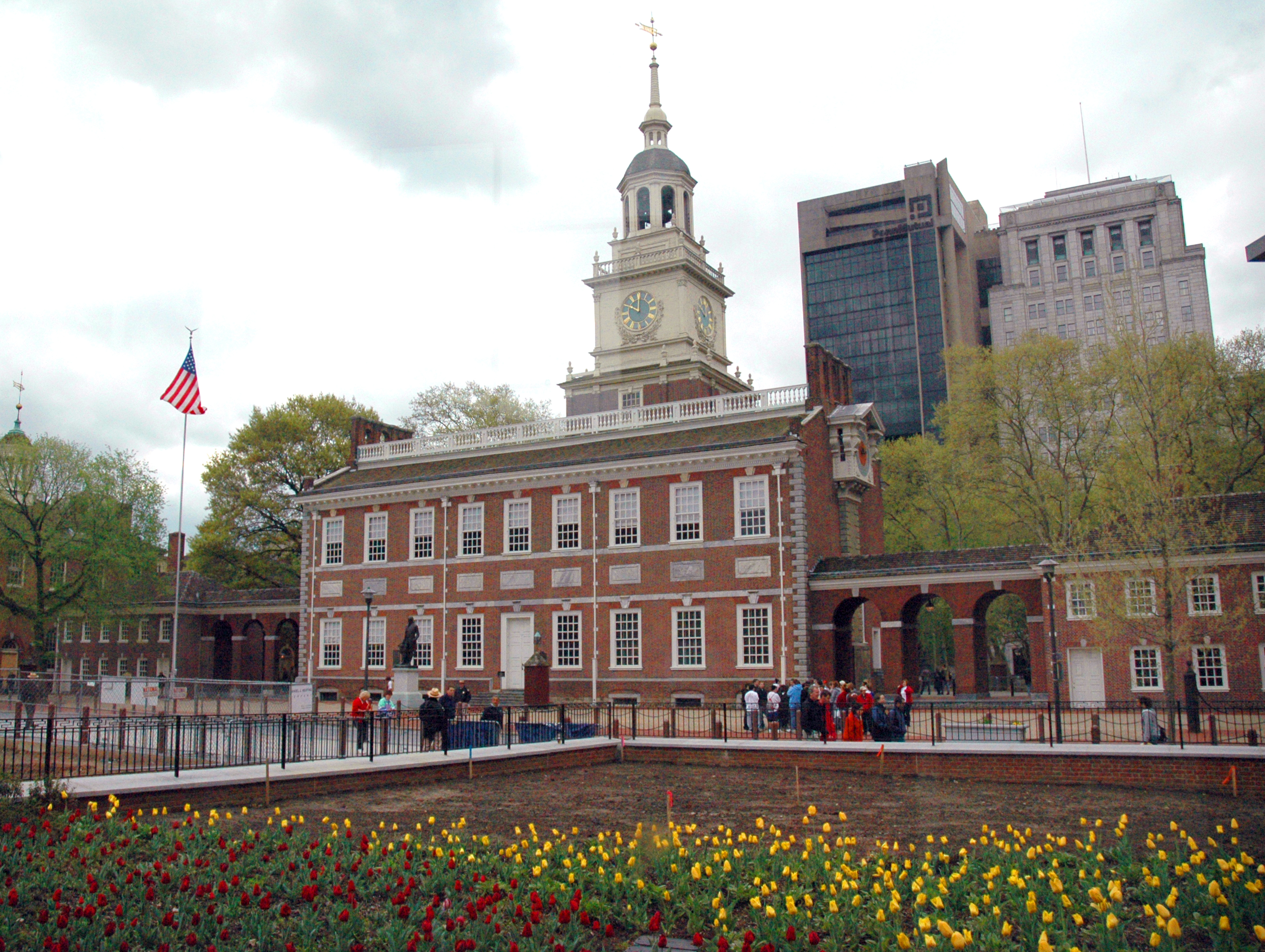
Independence Hall (1732-1756).
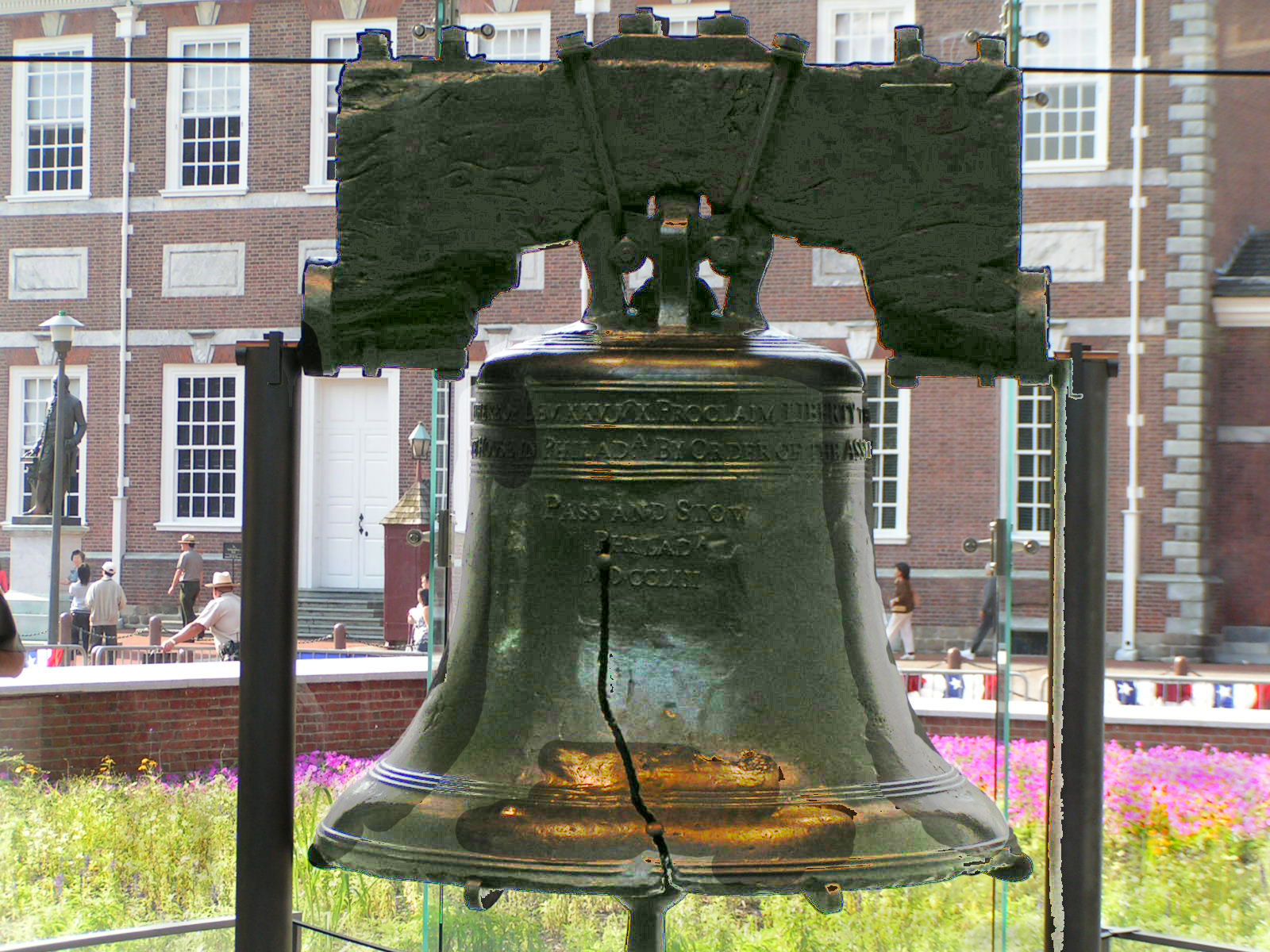
Liberty Bell (1751-1752).
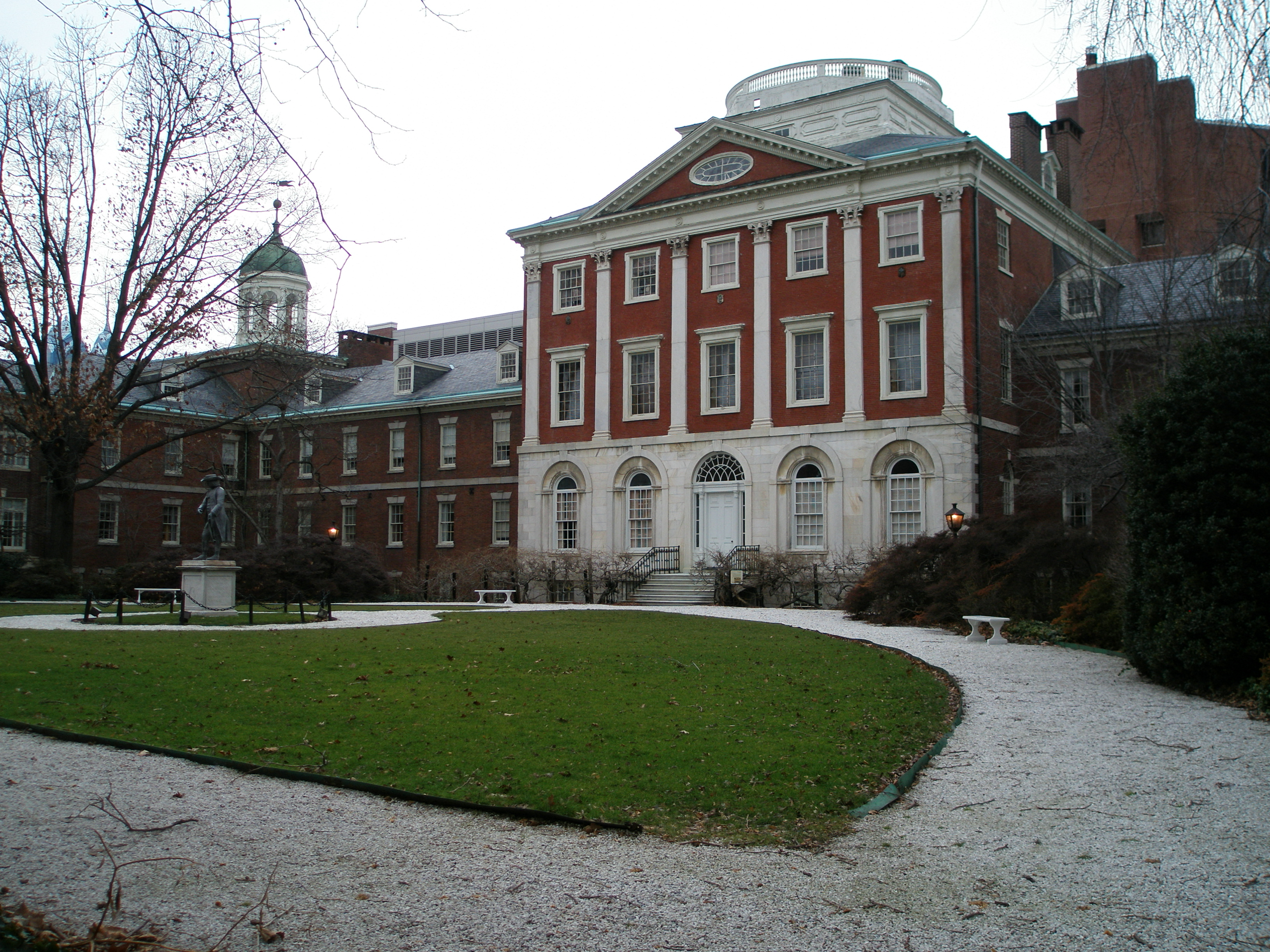
Pennsylvania Hospital (milieu du XVIIIe siècle).
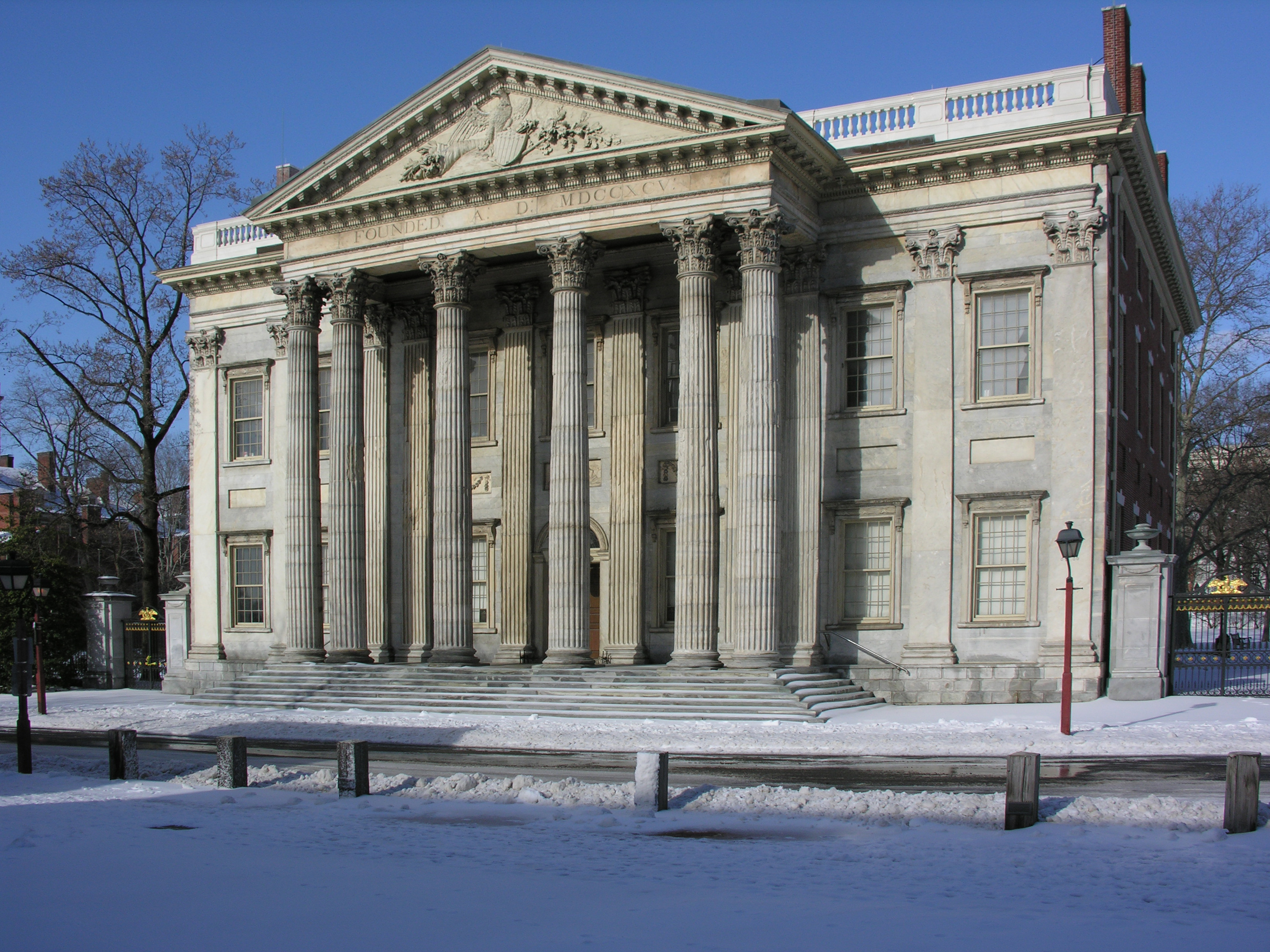
First Bank of the United States (1797).
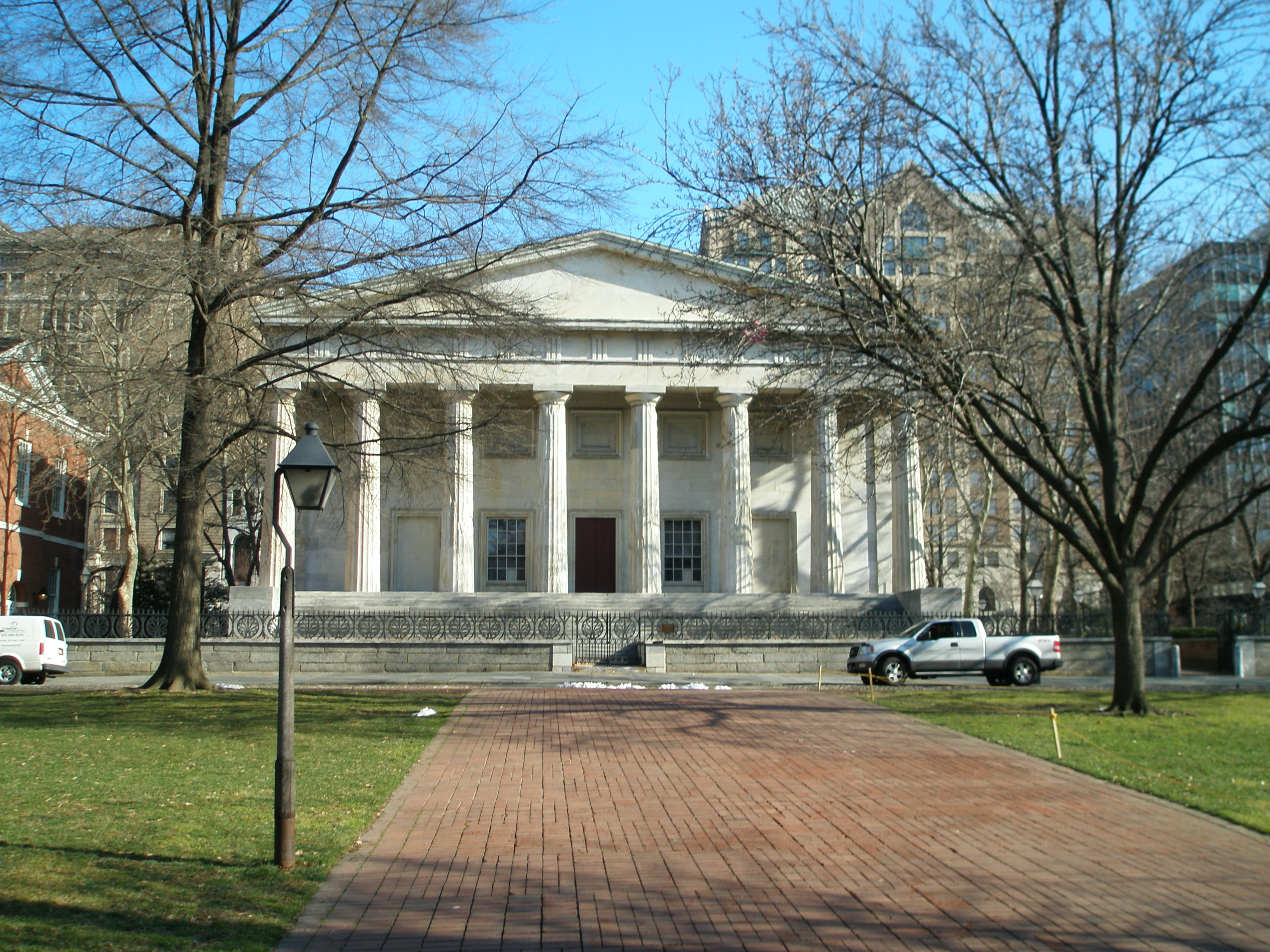
Second Bank of the United States (1824).
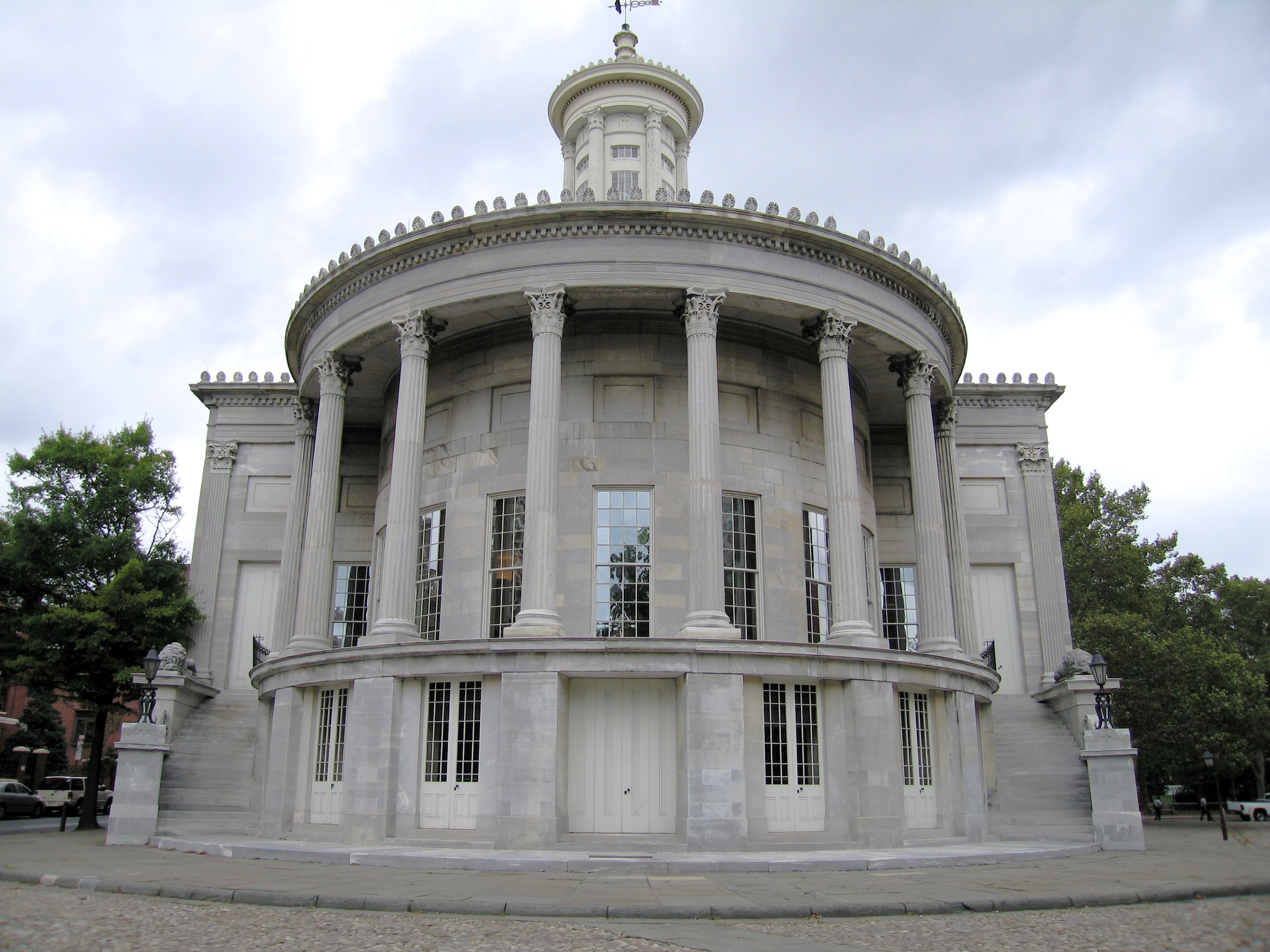
Merchant Exchange (1832-1834).
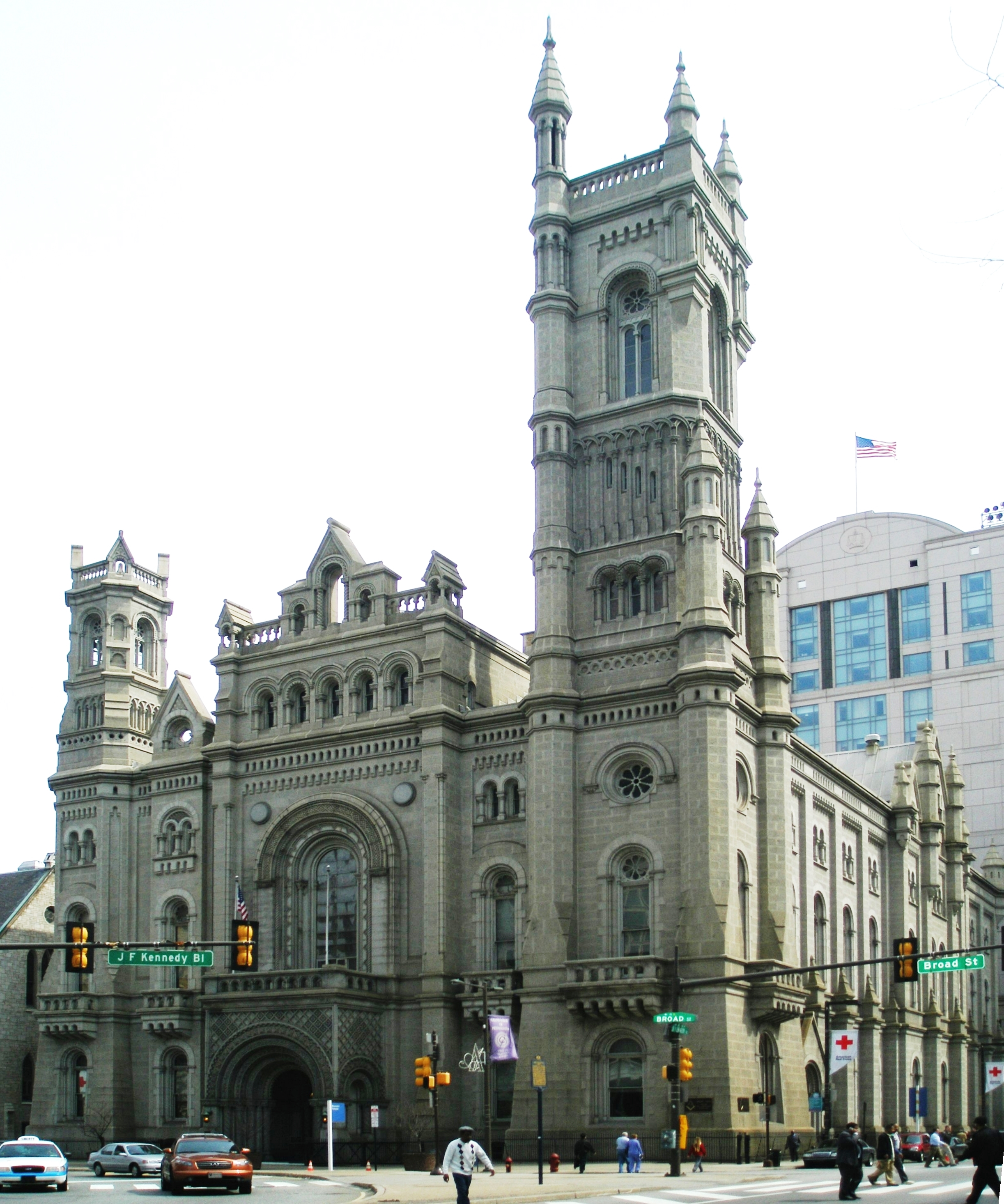
Temple maçonnique (1873).
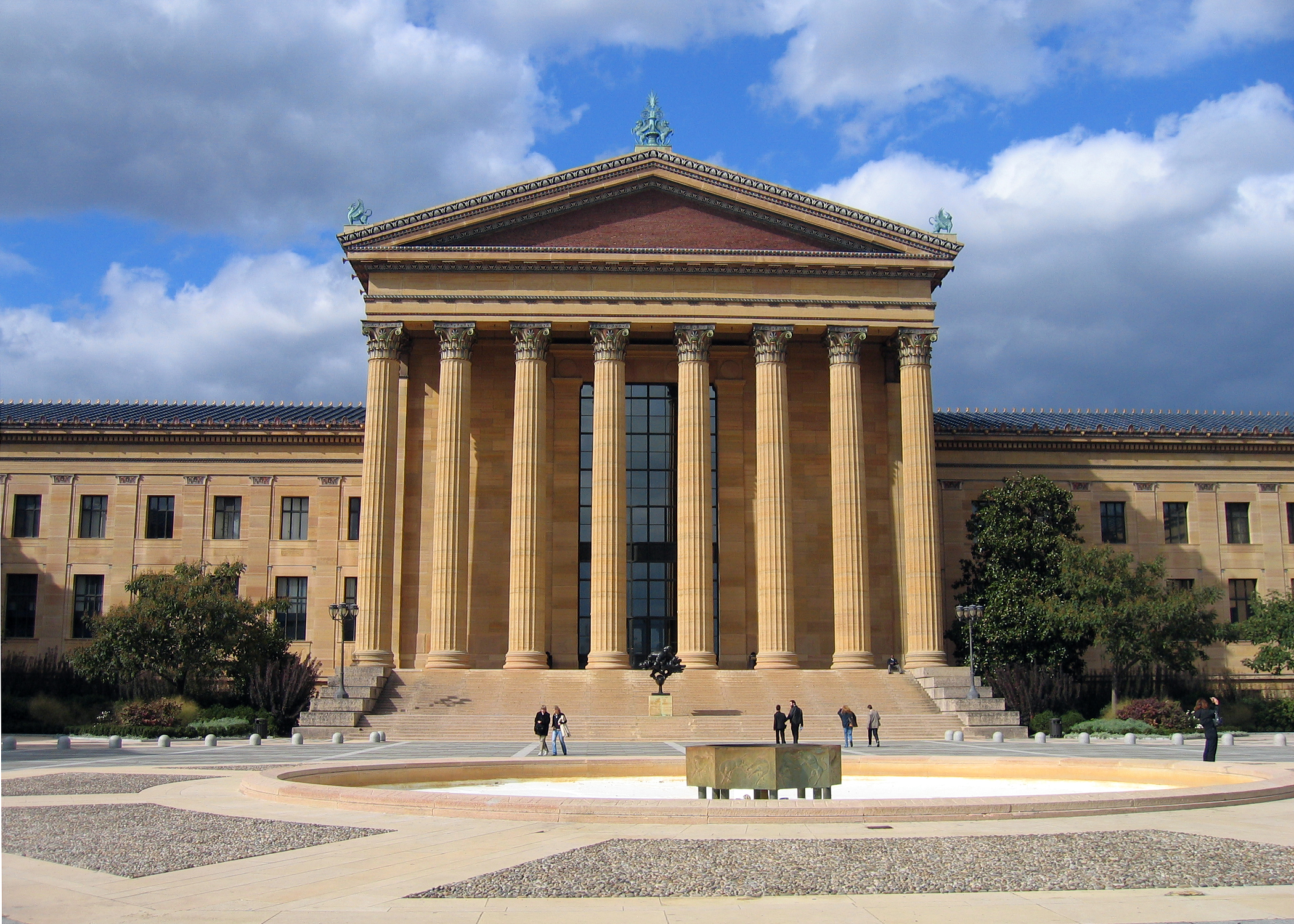
Philadelphia Museum of Art (1876).

### Architecture moderne
Pendant longtemps, la ville n'avait pas de gratte-ciel en raison d'une règle tacite qui interdisait d'édifier des bâtiments plus hauts que la statue de William Penn située au sommet de la tour de l'Hôtel de ville. En 1987, le One Liberty Place, dont l'architecture s'inspire fortement du Chrysler Building, fut le premier édifice à dépasser les deux cents mètres de haut : à l'époque, les superstitieux affirmaient que cette construction était la cause des problèmes qui affectaient les équipes sportives de la ville (la malédiction de Billy Penn). Aujourd'hui, Philadelphie a, comme les autres métropoles américaines, son CBD, et compte cinq gratte-ciel hauts de plus de deux cents mètres. Les nombreux projets de tours témoignent de la renaissance économique de la ville. Dernièrement a été construit le Comcast Center devenu ainsi le plus grand gratte-ciel de la côte est, en dehors de Chicago et de New York.

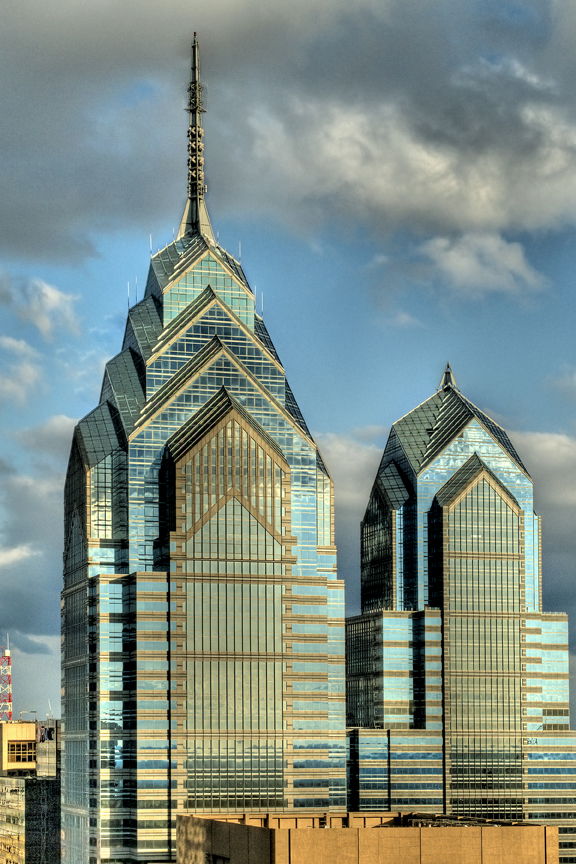
Les deux édifices emblématiques de Philadelphie : les One et Two Liberty Place.
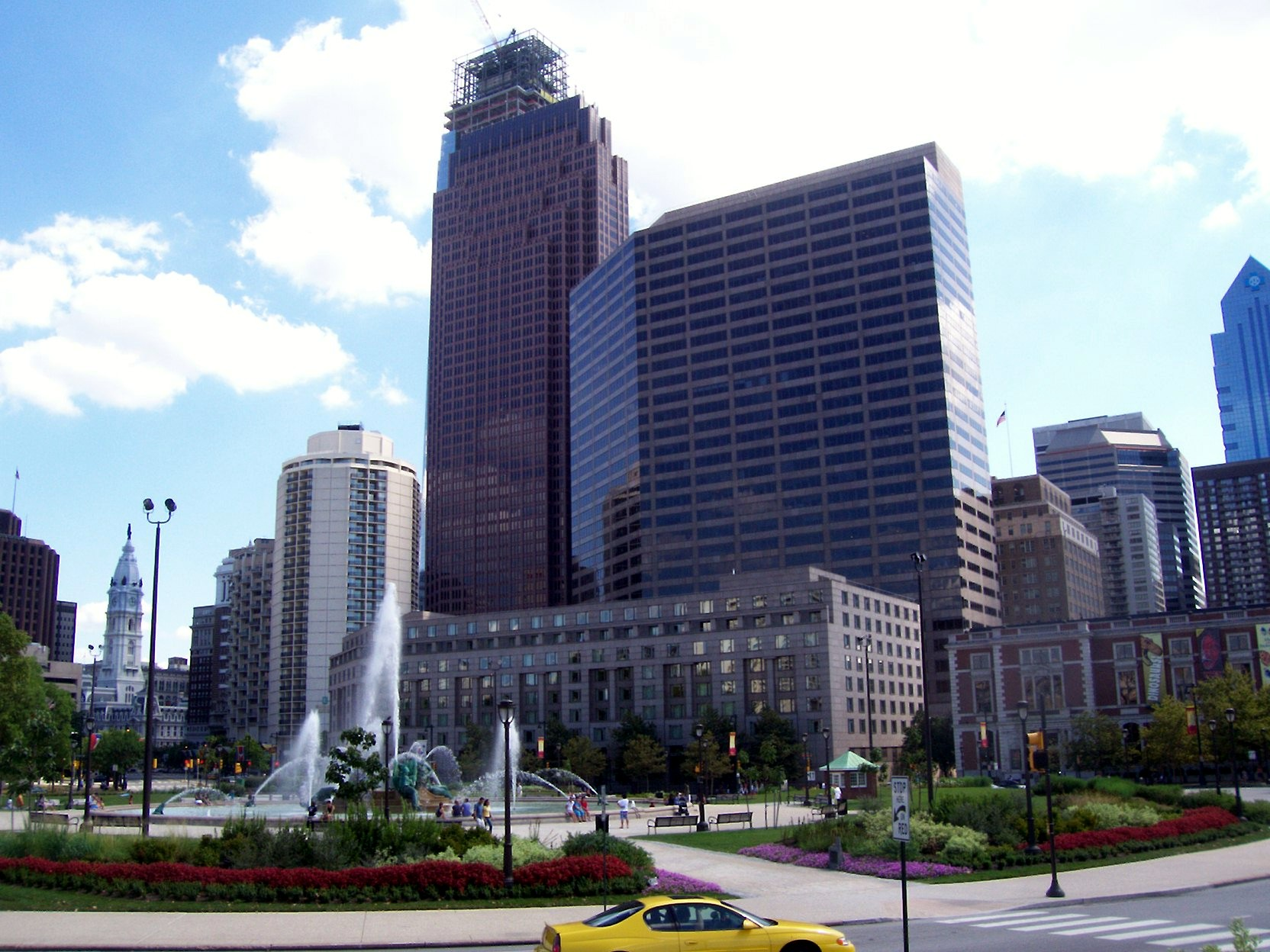
Le centre de Philadelphie depuis le Logan Square (en).
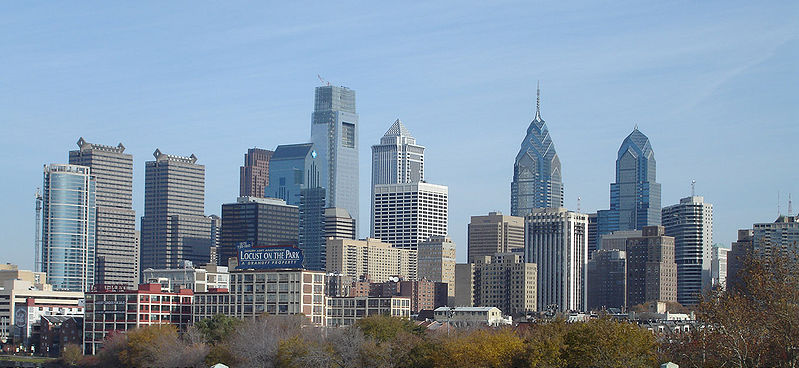
Panorama des gratte-ciel de Philadelphie.
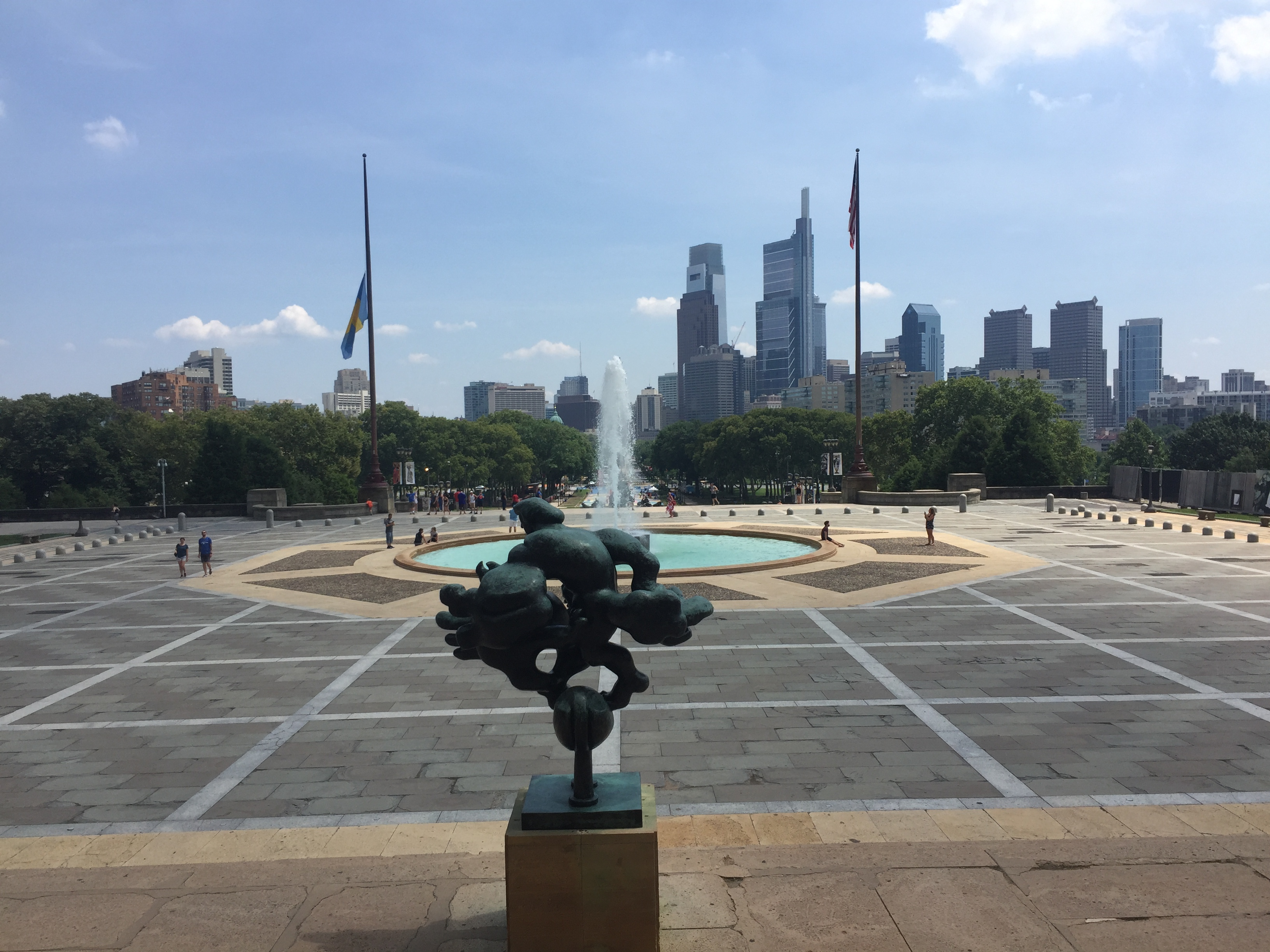
Vue depuis le Musée d'Art de Philadelphie.

### Bibliothèques
La ville compte plusieurs bibliothèques dont la principale est la Free Library of Philadelphia. Ouverte en 1894, elle contient plus de sept millions d'ouvrages et se divise en 54 annexes présentes dans les divers quartiers. L'Athenæum de Philadelphie, situé près de l'Independence Hall et fondé en 1814, abrite une collection de documents historiques, artistiques et architecturaux.
La Library Company of Philadelphia, ouverte en 1731, détient plus de 450 000 volumes datant d'avant la guerre de Sécession. La bibliothèque de la société américaine de philosophie possède quant à elle quelque 230 000 ouvrages et 5 millions de manuscripts. Enfin, l'université de Pennsylvanie dispose d'un réseau de bibliothèques spécialisées dans différents domaines, des manuscrits et des livres rares.

### Littérature

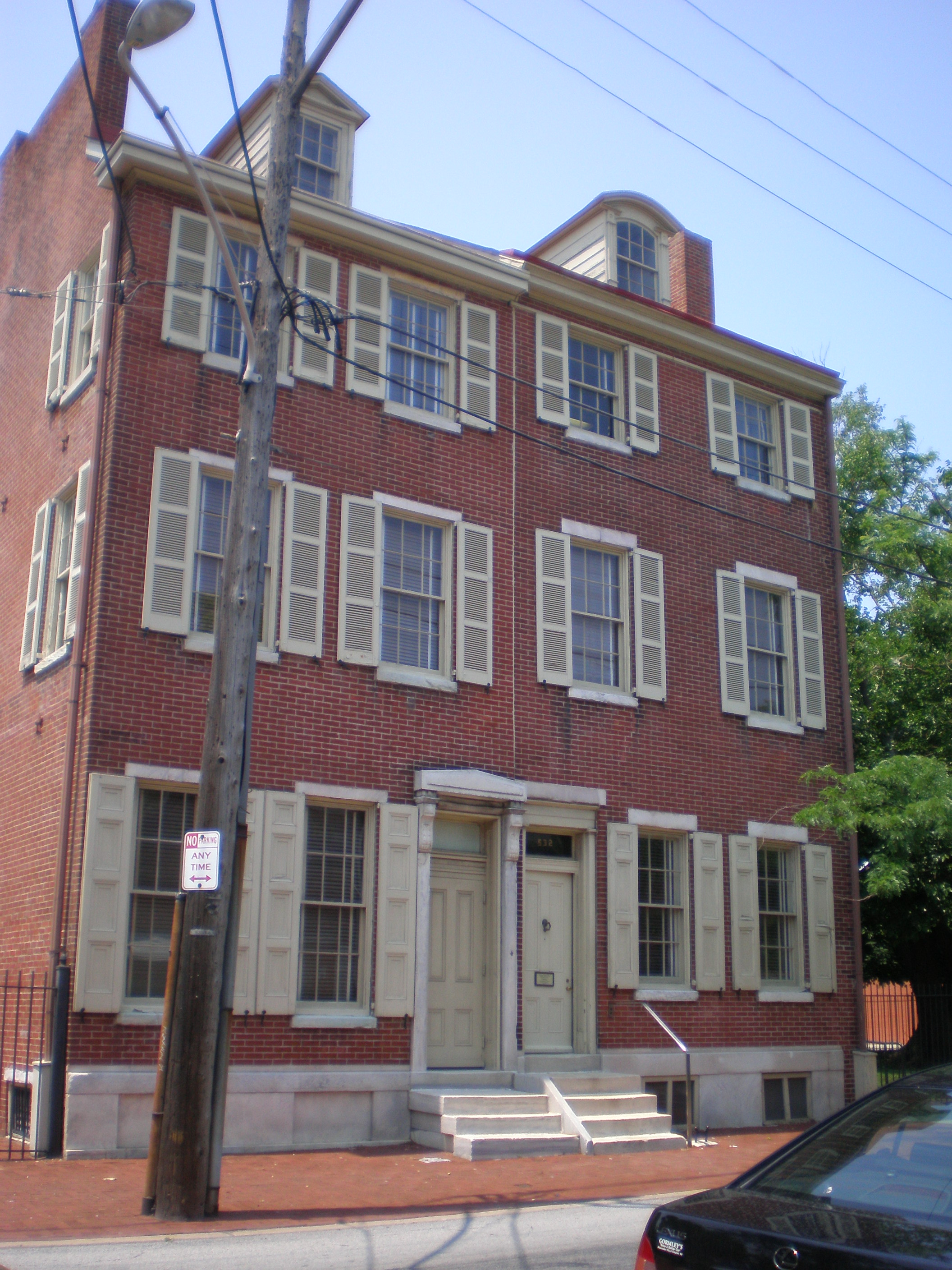
La maison d'Edgar Allan Poe.

Les premières formes de littérature se manifestèrent dans les écrits des pasteurs au XVIIIe siècle. Rapidement, le mouvement des Lumières inspira les écrits politiques de Benjamin Franklin et la presse de la ville publia les pamphlets des insurgents. Le courant abolitionniste, lié au quakerisme, se développa parmi les auteurs résidant à Philadelphie (Antoine Bénézet, Lucretia Mott, William Still). Au XIXe siècle, de nombreux écrivains habitaient dans l'agglomération de Philadelphie. Les romans de Charles Brockden Brown (mort en 1810) paraissaient dans les magazines et la presse de la ville. Le poète et romancier Edgar Allan Poe (1809-1849) se fixa à Philadelphie en 1838-1844 : on peut d'ailleurs toujours visiter sa maison sur Spring Garden Street. Il écrivit pour le mensuel Burton's Gentleman's Magazine, publia plusieurs œuvres et fonda la revue littéraire Pen Magazine.
Parmi les écrivains nés à Philadelphie, on peut citer Louisa May Alcott (1832-1888), Alain Locke (1885-1954) ou encore, plus récemment, Lisa Scottoline (née en 1955).
Enfin, plusieurs romans ont pour cadre la ville de Philadelphie au XXe siècle : publié en 1912, The Financier, écrit par Theodore Dreiser, évoque le destin de Frank Cowperwood, personnage qui s'inspire du magnat philadelphien Charles Yerkes. On peut citer également Kitty Foyle de Christopher Morley (1939), The Philadelphian de Richard P. Powell (1957), Philadelphia Fire de John Edgar Wideman (1990), ainsi que les romans de W.E.B. Griffin et d'Omar Tyree.

### Arts plastiques
Durant l'époque coloniale, l'élite de la ville soutint le développement des arts, notamment la peinture, en commandant des portraits à William Williams (1727-1791) ou Benjamin West (1738-1820). En 1805, la Pennsylvania Academy of the Fine Arts fut fondée par le peintre Charles Willson Peale, le sculpteur William Rush, et d'autres personnalités artistiques : elle est la plus ancienne école d'art et le plus ancien musée des États-Unis. Cette institution forma quelques-uns des grands noms de la peinture américaine tels Thomas Eakins, Mary Cassatt ou Henry Ossawa Tanner.
Le plus grand musée de la ville, le Philadelphia Museum of Art, fut inauguré en 1876 au cours de l'exposition universelle. Aujourd'hui, il comporte plus de 225 000 œuvres allant de l'Antiquité à nos jours. Le Rodin Museum se trouve à proximité, sur la Benjamin Franklin Parkway. Fondé en 1929, ce dernier abrite la plus grande collection d'œuvres du sculpteur en dehors de la France.
L'art s'expose également dans les nombreuses galeries de la ville, mais aussi dans ses parcs et ses rues. Depuis 1991, chaque premier vendredi du mois, dans le quartier d'Old City, les galeries d'art ouvrent leurs portes jusque tard le soir et proposent diverses expositions. Les statues des grandes personnalités de Philadelphie sont omniprésentes : celle de Benjamin Franklin (sur le campus de l'université de Pennsylvanie) ou celle de William Penn (au sommet de l'hôtel de ville) en sont quelques exemples. La sculpture LOVE de Robert Indiana (1978) est l'un des symboles de la cité. Elle fait référence au surnom de la ville : « la ville de l'amour fraternel ». Une réplique de cette œuvre se trouve aussi sur le campus de l'université de Pennsylvanie et dans une rue de New York. La Clothespin de Claes Oldenburg (1976) est située devant l'hôtel de ville. Enfin, 3 000 fresques ornent les murs des bâtiments. Dans les années 1990, afin d'endiguer la prolifération des graffitis, le conseil municipal décida de céder quelques murs aux tagueurs. Plusieurs façades devinrent aussitôt des terrains d'expression pour les graffeurs et les peintres, encouragés par le Mural Arts Program (MAP). Les fresques représentent des paysages, des personnalités de la culture populaire, dans un style s'apparentant à l'hyperréalisme et à Diego Rivera. La plus grande de ces fresques s'intitule Common Thread : réalisée par Meg Saligman, elle est peinte sur un bâtiment de huit étages. Legacy de John Sarantis, a coûté quelque 250 000 $ (soit plus de 170 000 € ). Il existe un circuit touristique pour admirer ces fresques.

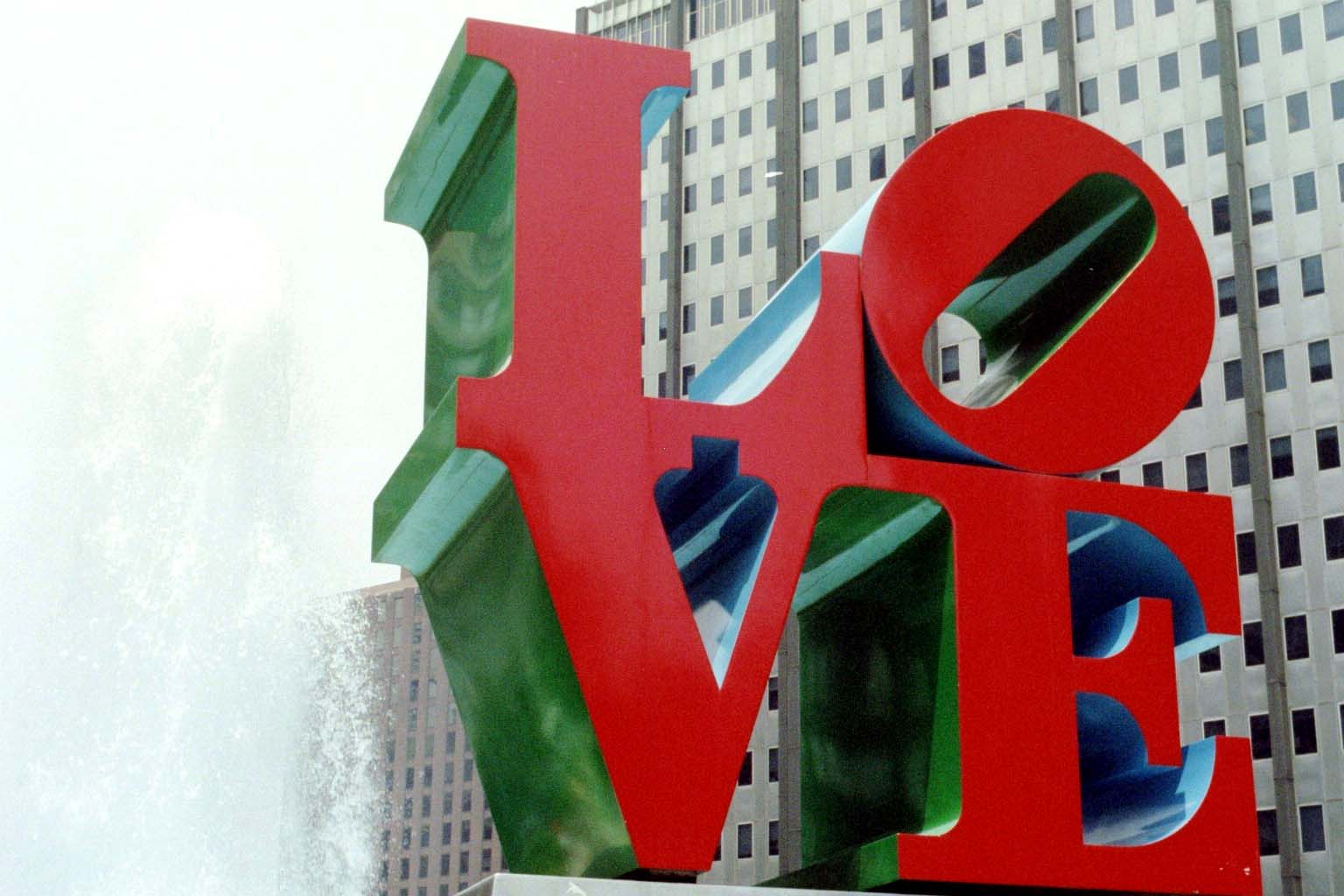
LOVE, Philadelphie.
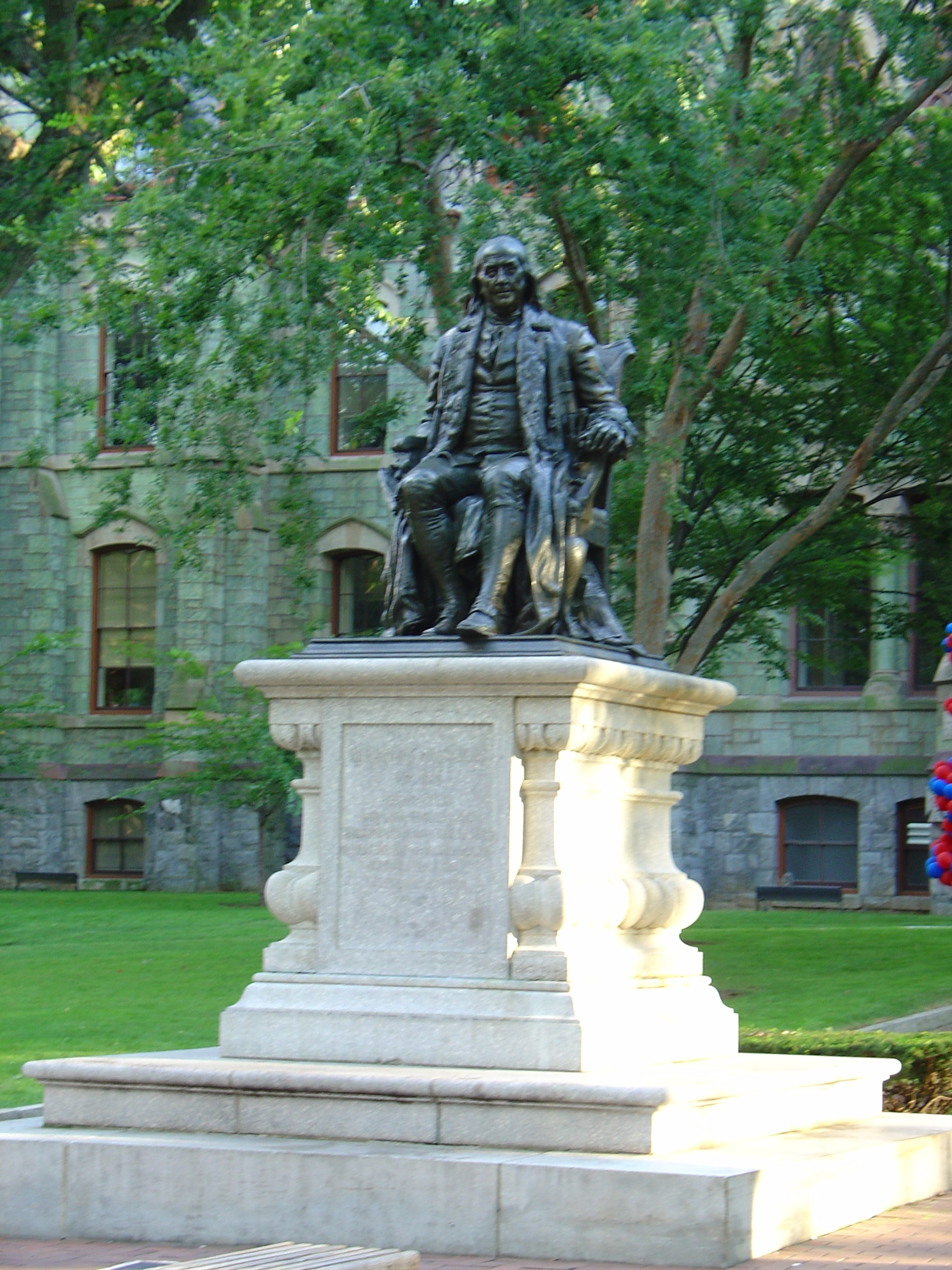
Statue de Benjamin Franklin.

### Musique et spectacles vivants
Dès le milieu du XVIIIe siècle, les premières orgues furent installées dans les églises de Philadelphie et le premier opéra ouvrit ses portes (The Beggar’s Opera). Au siècle suivant furent créés la Music Fund Society et le conservatoire (Academy of Music, 1857). En 1900, c'est l'opéra de Philadelphie qui fut inauguré. Au XXe siècle, Philadelphie s'affirmait comme l’un des foyers du jazz avec des musiciens comme John Coltrane. Dans les années 1960, la Philadelphia soul était un courant musical né dans la ville, dont le représentant le plus célèbre est Billy Paul. Plus récemment, Philadelphie est considérée comme l'un des berceaux du gangsta rap et du hardcore rap avec les chansons de MC Schooly D. Philadelphie a été chantée par de nombreux artistes : Elton John (Philadelphia Freedom, 1975), Boyz II Men (Motownphilly, 1991), Bruce Springsteen (Streets of Philadelphia, 1993), Musiq Soulchild (Ms. Philadelphia, 2007), etc.
Philadelphie est également la ville où est né le « Philadelphia Sound », appelé aussi « Philly Sound », qui désigne le style de musique soul typiquement produit par les musiciens originaires de la ville à partir des années 1960. Cette musique soul était caractérisée par des arrangements influencés par la musique jazz et funk, basés sur des orchestrations très riches en cordes et en cuivres. Ce style est aussi caractérisé par la présence de nombreuses percussions et de la batterie, dont la caisse claire était souvent remplacée ou doublée par un tom. Le « Philly Sound » désigne également le style de musique qui en a découlé, inventé par ces mêmes musiciens au début des années 1970. Par exemple, Earl Young, batteur emblématique du « Philly Sound », est l'inventeur du fameux rythme disco 
 avec le charleston jouée à contre temps. Le « Philly Sound » a été possible grâce à des studios comme Sigma Sound Studios et des labels tels que Philadelphia International Records (PIR). Ces structures ont permis à des groupes emblématiques tel que Mother Father Sister Brother (MFSB), Harold Melvin and the Blue Notes, The O'Jays ou The Trammps par exemple de populariser le « Philly Sound », qui séduit toujours autant aujourd'hui, notamment à la suite du regain d’intérêt pour la musique disco ainsi qu'à la réutilisation de ces morceaux dans la House music depuis le milieu des années 1990.
Le groupe de hip hop The Roots est originaire de Philadelphie.
Le 13 juillet 1985, la ville accueillit le concert Live Aid en faveur de l'Éthiopie au John F. Kennedy Stadium. Le 2 juillet 2005, Bob Geldof choisit Philadelphie pour organiser le concert humanitaire du Live 8 sur le Benjamin Franklin Parkway, qui réunit entre 600 000 et 800 000 personnes.
Aujourd'hui, l'opéra de Philadelphie possède une renommée internationale et contribue au rayonnement culturel de la ville. À l'instar de l'orchestre de Philadelphie, l'opéra se produit au Kimmel Center for the Performing Arts, ouvert depuis 2001, sur Broad Street.
L'orchestre de Philadelphie a acquis une renommée internationale grâce aux maestros Eugene Ormandy, Riccardo Muti et Wolfgang Sawallisch. Il est aujourd'hui dirigé par Charles Dutoit.
Le plus ancien théâtre de la ville est le Southwark Theater, fondé en 1766. Les théâtres et les compagnies se multiplièrent au XIXe siècle (Forrest Theater, Walnut Street Theater). Chaque année, des pièces de William Shakespeare sont jouées pendant le Philadelphia Shakespeare Festival.
Le ballet de Pennsylvanie (1963) possède une renommée nationale et se produit à l'Academy of Music ainsi qu’au Merriam Theater. La compagnie de danse de Philadelphie (Phildanco, 1970) est spécialisée dans la danse moderne.

### Cuisine

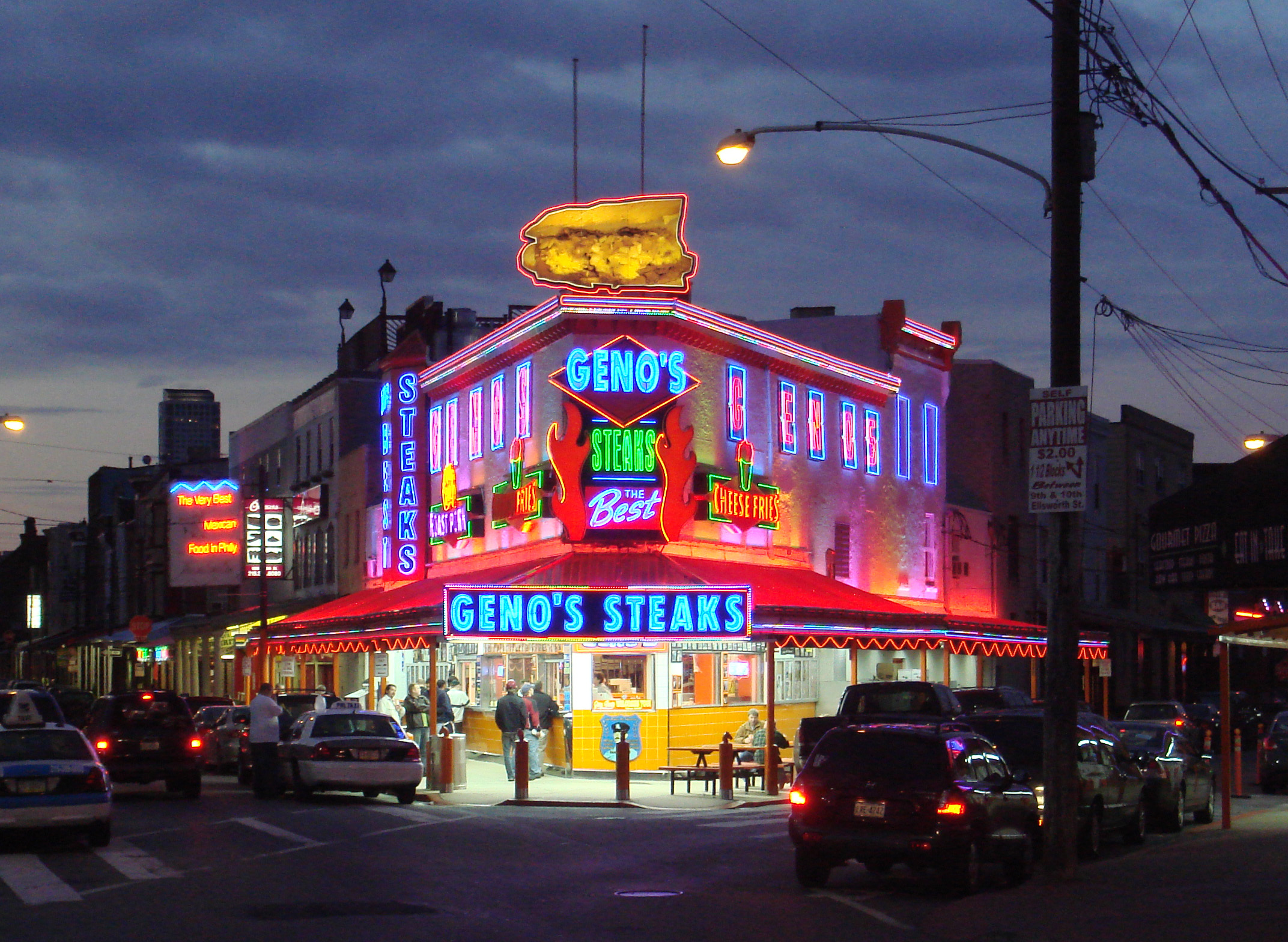
Un restaurant de cheesesteaks.

Il existe une cuisine spécifique à la ville de Philadelphie : les spécialités les plus connues sont les hoagies (sandwich apparu dans l'entre-deux-guerres, proche du kebab), les cheesesteaks (sandwich à la viande et au fromage), les bretzels (soft pretzels) et les glaces à l’eau (water ice) ; elles témoignent de la diversité culturelle des Philadelphiens.
À l'époque coloniale, les tavernes telles que la London Coffee House et la Tun Tavern étaient des lieux de sociabilité et de contestation de la suprématie britannique. À la fin du XIXe siècle furent créés le Reading Terminal Market et le marché italien. De nombreux restaurants furent ouverts à partir des années 1970.

### Cinéma et culture populaire
Le cinéma fit son apparition à Philadelphie dès la fin du XIXe siècle. Le 18 décembre 1895, Charles Francis Jenkins exposa son appareil de projection cinématographique à l'Institut Franklin. Siegmund Lubin acheta la caméra de Jenkins et tourna plusieurs films dans la ville. Il construisit ensuite ses propres appareils, fonda la Lublin Manufacturing Company en 1902 et ouvrit les premières salles de cinéma de Philadelphie. En 1985 la municipalité inaugura le Greater Philadelphia Film Office destiné à développer la production cinématographique et audiovisuelle dans la région, grâce à des subventions. Enfin, chaque année se tiennent le festival du film de Philadelphie (Philadelphie Festival of World Cinema) et le festival international du film gay et lesbien (Philadelphia International Gay and Lesbian Film Festival).
Le film Rocky montre divers endroits de la ville et a rendu célèbres les marches du musée d'art, que le héros incarné par Sylvester Stallone gravissait pour s'entraîner. Le film Philadelphia traite de la discrimination envers les malades du SIDA. Bruce Springsteen remporta un Oscar du cinéma en 1994 pour la chanson du générique Streets of Philadelphia. Les histoires de M. Night Shyamalan (Sixième Sens, Incassable et La Jeune Fille de l'eau) se déroulent à Philadelphie ou dans sa région. Le film Invincible, sorti en août 2006, raconte l'histoire vraie de Vince Papale, fan des Eagles de Philadelphie et qui rejoint son club préféré. Le thriller Seven de David Fincher se situe dans une ville au nom inconnu, mais la plupart des scènes ont été tournées à Philadelphie. Le film Benjamin Gates et le Trésor des Templiers de Jon Turteltaub (2004) montre plusieurs lieux de Philadelphie comme l'hôtel de ville, l'institut Benjamin Franklin et Independence Hall.
D'autres films mettent en scène divers lieux de la ville : Indiscrétions, Kitty Foyle, The Philadelphia Experiment, Flic et Rebelle, Shooter, tireur d'élite, etc.
Plusieurs séries télévisées se déroulent aussi à Philadelphie : Cold Case, American Dreams (Mes Plus Belles Années), Le Justicier de l'ombre, It's Always Sunny in Philadelphia, Un honnête citoyen, Body of Proof, Incorrigible Cory.
Plusieurs parties des jeux vidéo Left 4 Dead et Left 4 Dead 2 s'y déroulent, puisqu'une pandémie virale proche de la rage y prend source, transformant une bonne partie de la population des États-Unis en zombies assoiffés de violence. En outre, la ville est le décor du jeu vidéo Homefront: The Revolution, qui voit la ville sous occupation nord-coréenne devenir le point de départ d'une nouvelle révolution américaine.

### Événements culturels

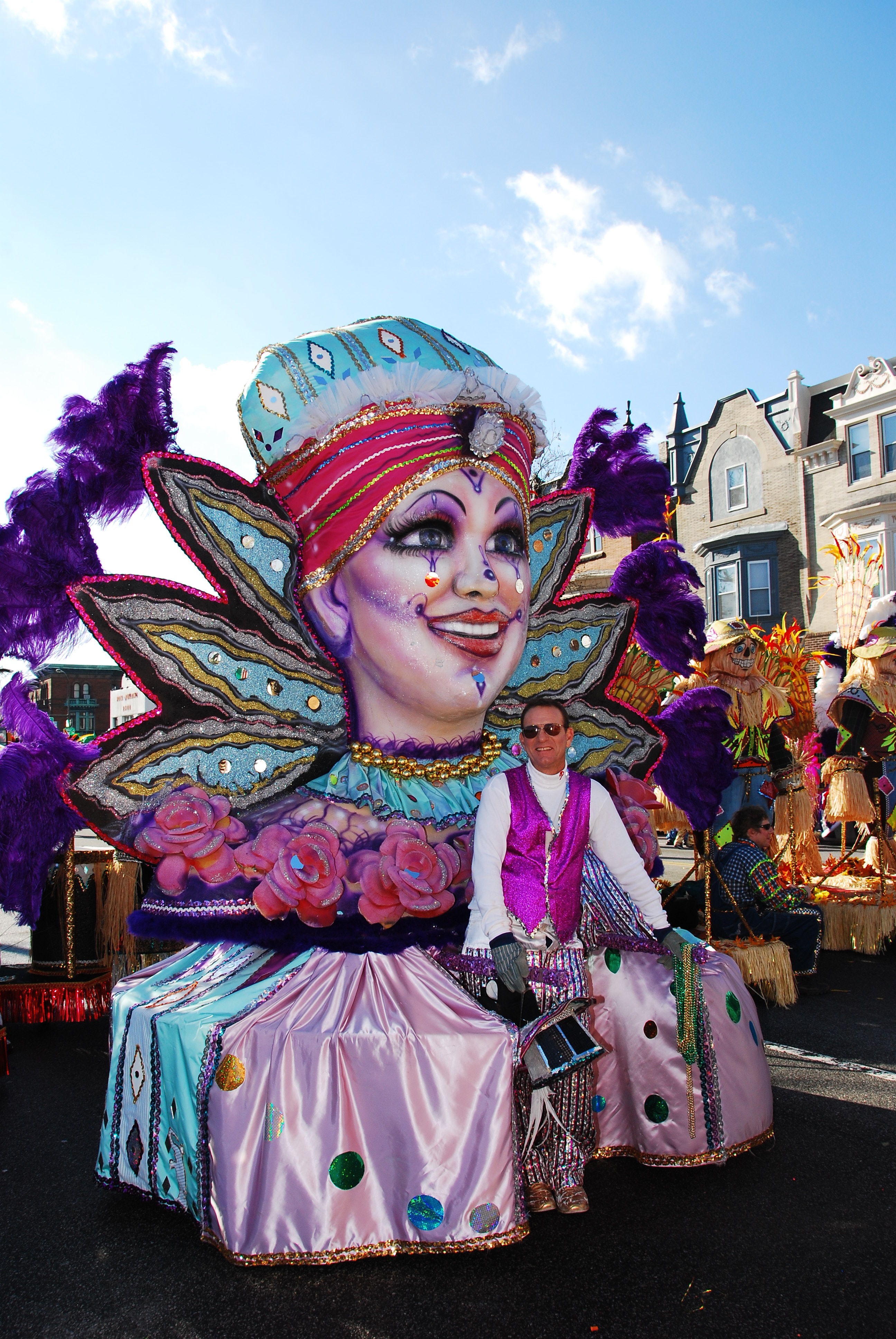
La Mummers Parade a lieu chaque 1er janvier.

À Philadelphie, la « parade des mimes » (Mummers Parade en anglais) se tient chaque 1er janvier. Chaque association de la ville (New Years Associations) entre en compétition dans quatre catégories. Elle prépare pendant des mois des costumes et des scènes mobiles. Environ 15 000 personnes assistent au cortège chaque année. La première de ces parades fut organisée en 1901. Les communautés portoricaine et irlandaise organisent des défilés dans les rues (Puerto Rican Day Parade et Saint Patrick's Day Parade). En février le Wing Bowl est un concours d'alimentation sportive qui se tient chaque année depuis 1993. Au printemps sont organisées les floralies (Philadelphia Flower Show). La fête nationale est marquée par une série de concerts et de manifestations culturelles appelée Welcome America, du mois de juin jusqu'au 4 juillet. Les fraternités étudiantes afro-américaines organisent le Greek Picnic chaque mois de juillet.

### Religions
Philadelphie avait été fondée dans un esprit de tolérance religieuse. La ville est marquée par son héritage protestant qui remonte à l'immigration suédoise, néerlandaise, anglaise et allemande de l'époque moderne. Aujourd'hui, toutes les branches du christianisme sont représentées à Philadelphie.

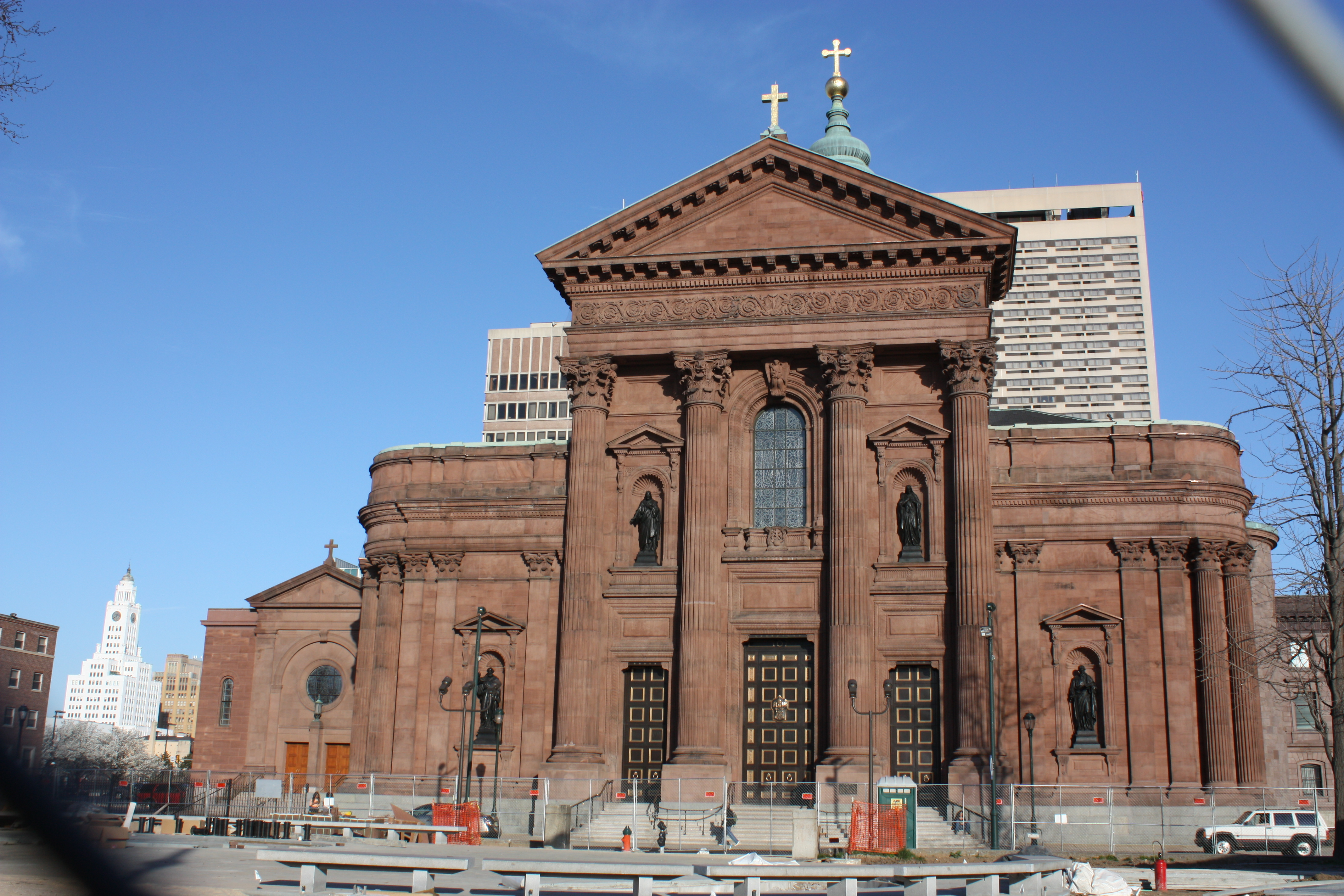
La cathédrale catholique Saints-Pierre-et-Paul.

La ville est pour l'Église catholique le siège de l'archidiocèse de Philadelphie, dirigé depuis 2020 par Nelson Perez, et dont le cœur est la cathédrale Saints-Pierre-et-Paul. L'agglomération de Philadelphie comptait dans les années 2010 environ 1,5 million de catholiques, essentiellement dans la communauté d'origine irlandaise et hispanique. La ville compte douze universités catholiques (Chestnut Hill College, université de la Sainte Famille, université La Salle, Saint Joseph's University, etc.) et le réseau des écoles paroissiales est l'un des plus denses du pays, avec 250 établissements primaires et secondaires. Outre la cathédrale du diocèse, on trouve comme importants lieux de culte catholiques dans la ville l'église du Gesú[pourquoi ?], deux sanctuaires reconnus sanctuaires nationaux par la Conférence des évêques catholiques des États-Unis : le sanctuaire Saint-Jean-Népomucène-Neumann et le sanctuaire Sainte-Rita-de-Cascia, ainsi qu'une basilique mineure, la basilique Notre-Dame-de-la-Médaille-Miraculeuse (en).
Le protestantisme est représenté dans sa diversité et beaucoup de lieux de culte remontent à la période prérévolutionnaire, notamment l'Église épiscopale africaine Saint-Thomas, première Église épiscopalienne noire aux États-Unis fondée en 1792.
Fondée en 1795, la congrégation Rodeph Shalom établit à Philadelphie la première synagogue ashkénaze du continent américain. Le célèbre architecte américain Frank Furness dessina les plans du premier sanctuaire juif en 1866, construit dans un style Mauresque. Le bâtiment actuel, conçu en 1928, peut accueillir 1 640 personnes. Aujourd'hui, 15 000 Juifs vivent dans le Center City de Philadelphie.
La communauté musulmane noire se regroupe dans le quartier de Walnut Hill qui comporte plusieurs mosquées. La ville compte également plusieurs centres et associations bouddhistes, en particulier dans le quartier de Chinatown.

## Médias
Philadelphie possède une longue tradition de journalisme : la presse était déjà active au XVIIIe siècle avec The American Weekly Mercury et la Pennsylvania Gazette. Aujourd'hui, les deux principaux journaux de la ville sont le Philadelphia Inquirer et le Philadelphia Daily News, qui appartiennent au groupe Philadelphia Media Holdings L.L.C. Fondé en 1829, le Philadelphia Inquirer, est le troisième plus ancien quotidien encore publié aux États-Unis. Distribué à plus de 300 000 exemplaires en semaine, ses journalistes ont reçu dix-huit Prix Pulitzer. Le Philadelphia Daily News est un tabloïd plus récent et possède un tirage plus modeste (environ 114 000 exemplaires).
La première licence accordée à une radio a été attribuée à la Saint Joseph's University en août 1912. La première radio commerciale (WIP) fit son apparition en 1922, bientôt suivie par WFIL, WOO, WPHT et WDAS. Aujourd'hui, les radios les plus populaires sont WBEB, WIOQ, KYW Newsradio et WDAS-FM. Il existe d'autres radios spécialisées dans le sport (WPEN) ou les débats politiques (WNTP). D'autres stations s'adressent à des publics spécifiques (WURD pour les Afro-américains, WUBA pour les Hispaniques). Fondée en 1975, WQHS est diffusée depuis le campus de l'université de Pennsylvanie.
La première chaîne de télévision de la ville vit le jour dans les années 1930 : la station expérimentale W3XE (actuelle KYW-TV) était alors la propriété de Philco Corp. D'autres chaînes virent le jour dans les années 1970 (WCAU-TV, WPVI-TV, WHYY-TV, WPHL-TV et WTXF-TV). C'est en 1952 qu'eut lieu sur WFIL (actuelle WPVI), la première de l'émission Bandstand, qui devint plus tard American Bandstand animée par Dick Clark. WYBE est une chaîne publique qui diffuse des programmes en langue étrangère et visant les minorités ethniques et les homosexuels.

## Sports professionnels
| Club                                   | Sport              | Ligue                      | Titres | Stade/enceinte              | Date de fondation |
| -------------------------------------- | ------------------ | -------------------------- | ------ | --------------------------- | ----------------- |
| Eagles de Philadelphie                 | Football américain | NFL - NFC                  | 3      | Lincoln Financial Field     | 1933              |
| Flyers de Philadelphie                 | Hockey sur glace   | Ligue nationale de hockey  | 2      | Wells Fargo Center          | 1967              |
| Phillies de Philadelphie               | baseball           | MLB Ligue nationale        | 2      | Citizens Bank Park          | 1883              |
| Union de Philadelphie                  | Football           | Ligue majeure de soccer    | 0      | Subaru Park                 | 2008              |
| 76ers de Philadelphie                  | basket-ball        | NBA, NBL                   | 3      | Wells Fargo Center          | 1939              |
| Phantoms de Philadelphie               | hockey sur glace   | Ligue américaine de hockey | 2      | Spectrum Wells Fargo Center | 1996              |
| Black Wolves de la Nouvelle-Angleterre | Crosse en salle    | NLL                        | 6      | Wells Fargo Center          | 1987              |
| Barrage de Philadelphie                | Crosse             | Major League Lacrosse      | 2      | United Sports               | 2001              |
| Soul de Philadelphie                   | football américain | AFL                        | 2      | Wells Fargo Center          | 2004              |
| Philadelphia KiXX                      | football en salle  | Major Indoor Soccer League | 2      | Spectrum                    | 1995              |
| Freedoms de Philadelphie               | tennis             | World Team Tennis          | 2      | Cabrini College             | 1974              |
| Philadelphia Fusion                    | Overwatch          | Overwatch League           | 0      |                             | 2017              |

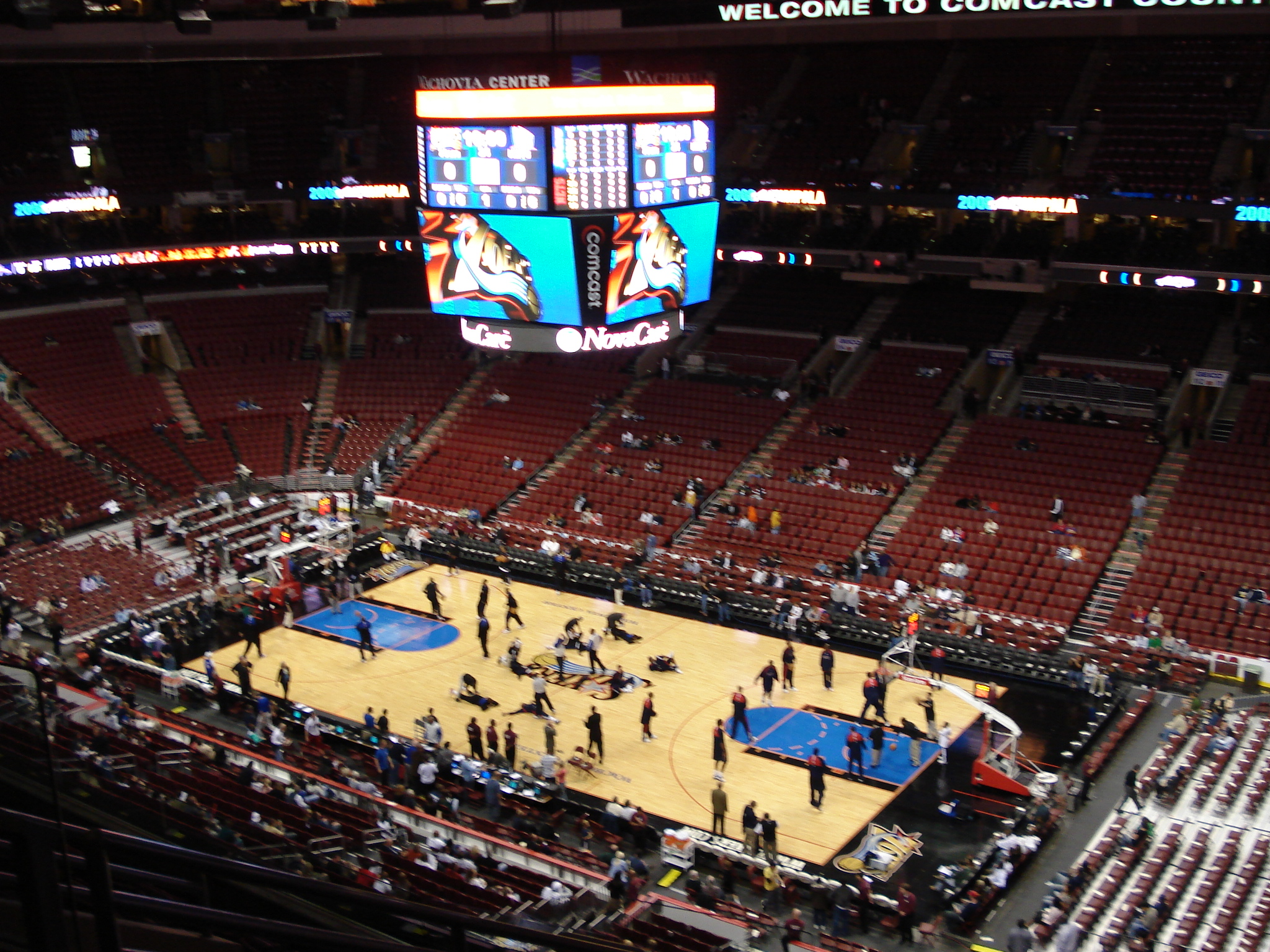
Wells Fargo Center, enceinte des Flyers, 76ers, Wings et du Soul.

Philadelphie possède une longue tradition sportive : ainsi, l'Olympic Town Ball Club fut le premier club de town ball du pays (1832). Le town ball était un jeu de balle et l'ancêtre du baseball. Ce dernier, appelé à l'époque « New York Game », ne supplanta le town ball que dans les années 1860 à Philadelphie. Les Pythians constituèrent la première équipe noire de baseball des États-Unis.
Philadelphie fait partie des treize villes qui ont quatre équipes appartenant aux ligues majeures des sports professionnels :
- les Eagles de Philadelphie pour la National Football League ;
- les Flyers de Philadelphie pour la Ligue nationale de hockey ;
- les Phillies de Philadelphie pour la Major League Baseball ;
- et les 76ers de Philadelphie pour la National Basketball Association.

Il existe d'autres équipes professionnelles ou amatrices dans d'autres sports comme le cricket ou la crosse.
Philadelphie accueille chaque année diverses compétitions : les Penn Relays, la Stotesbury Cup, le Marathon de Philadelphie et une course cycliste (Philadelphia International Championship). Le tournoi de tennis de Philadelphie est un tournoi de tennis féminin du circuit professionnel WTA. Il est organisé chaque année à la fin du mois d'octobre.
Philadelphie a accueilli le NBA All-Star Game de 2002.

## Voies de communication et transports

### Transports en commun

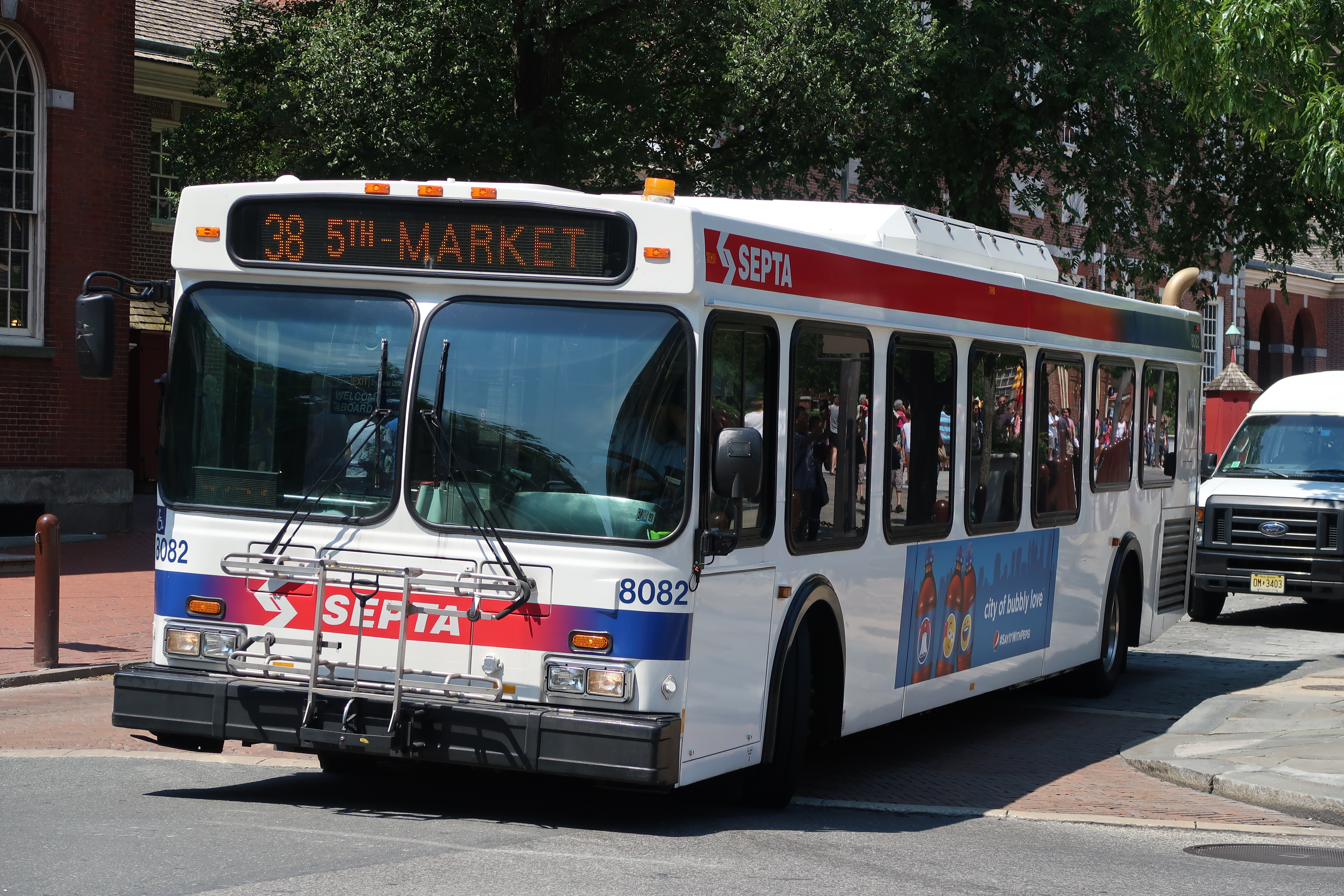
Un autobus de la Southeastern Pennsylvania Transportation Authority, le 20 juin 2016.

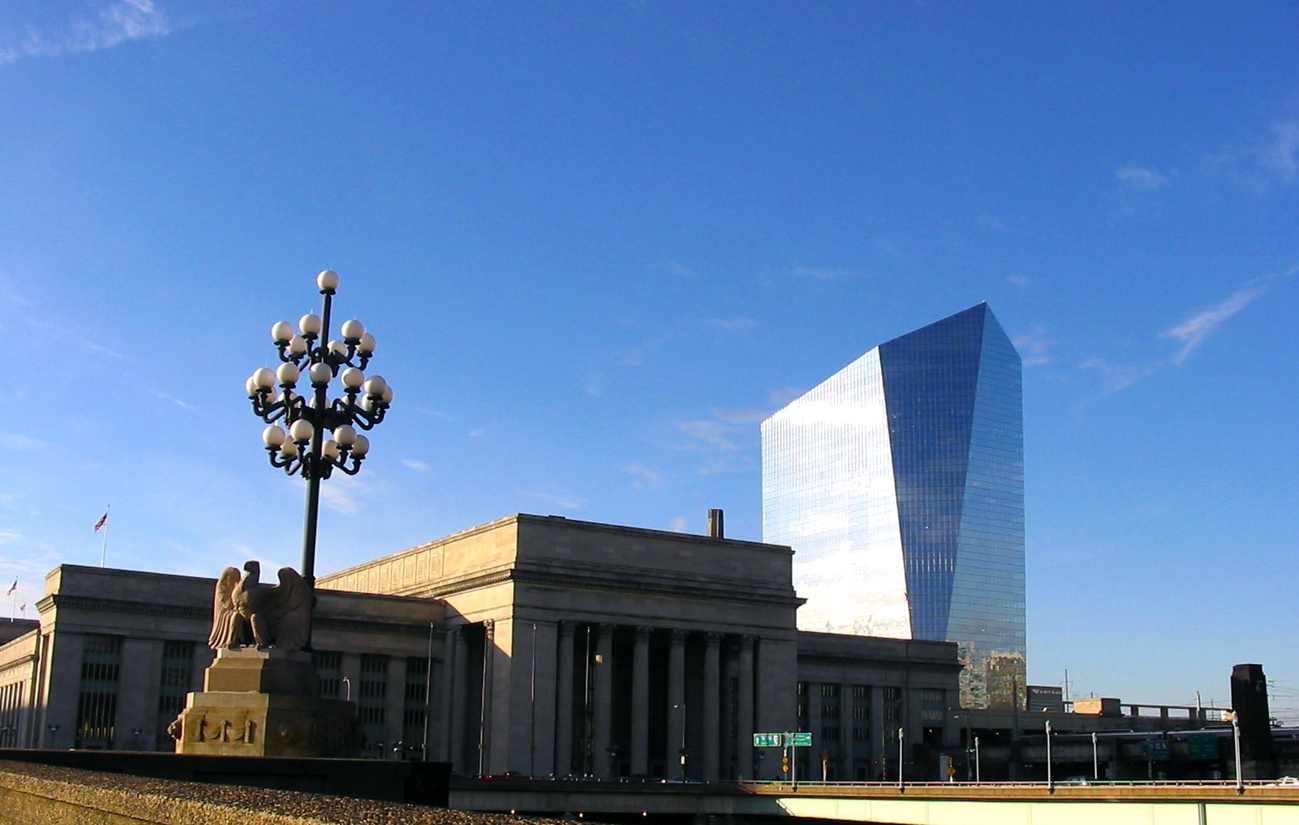
30th Street Station, avec le Cira Centre à l'arrière-plan et les statues sur le Market Street Bridge au premier plan.

La Southeastern Pennsylvania Transportation Authority (SEPTA) est l'organisme chargé des transports en commun dans la ville de Philadelphie et dans ses banlieues (comtés de Bucks, Chester, Delaware et Montgomery). Elle gère le métro, les bus, les trolleybus et les tramways de l'aire urbaine. Le métro fonctionne depuis 1907 ; c'est le quatrième plus vieux réseau du continent américain. Philadelphie possède encore plusieurs lignes de tramway qui fonctionnent sous la forme d'un Pré-métro dans le centre ville et une ligne périphérique au nord du centre qui ne fonctionne qu'avec de vieux tramways historiques (la Girard Avenue Line, connue sous le nom de Route 15).
La station de la 30e Rue (30th Street Station) est la principale gare ferroviaire de la compagnie Amtrak sur le corridor nord-est. Elle permet de desservir la plupart des grandes villes de la côte est (Boston, New York, Baltimore, Washington DC). À l'échelon régional, elle est reliée à Pittsburgh, Harrisburg et Atlantic City. Ce véritable nœud de communication permet d'accéder aux lignes d'Amtrak, du New Jersey Transit et de la SEPTA. La PATCO propose des liaisons avec la rive orientale du Delaware et les municipalités de l'agglomération situées dans l'État voisin du New Jersey.

### Transport aérien
Deux aéroports desservent Philadelphie : l'aéroport international de Philadelphie (PHL), situé à l'extrême sud de la ville, et le Northeast Philadelphia Airport (PNE), qui s'occupe de l'aviation générale et qui se trouve au nord-est. L'aéroport international est un hub pour la compagnie US Airways et propose des vols intérieurs et vers l'étranger. Avec plus de 31,7 millions de passagers en 2006, il est le 16e aéroport américain et le 28e au niveau mondial. Mais il se classe à la dixième place mondiale pour le trafic (515 809 mouvements en 2006). Il est relié au centre-ville par l'Airport Rail Line (R1), une ligne de train gérée par la SEPTA, et par une ligne de bus (ligne no 68).

### Transports extérieurs: trains, autoroutes et bus

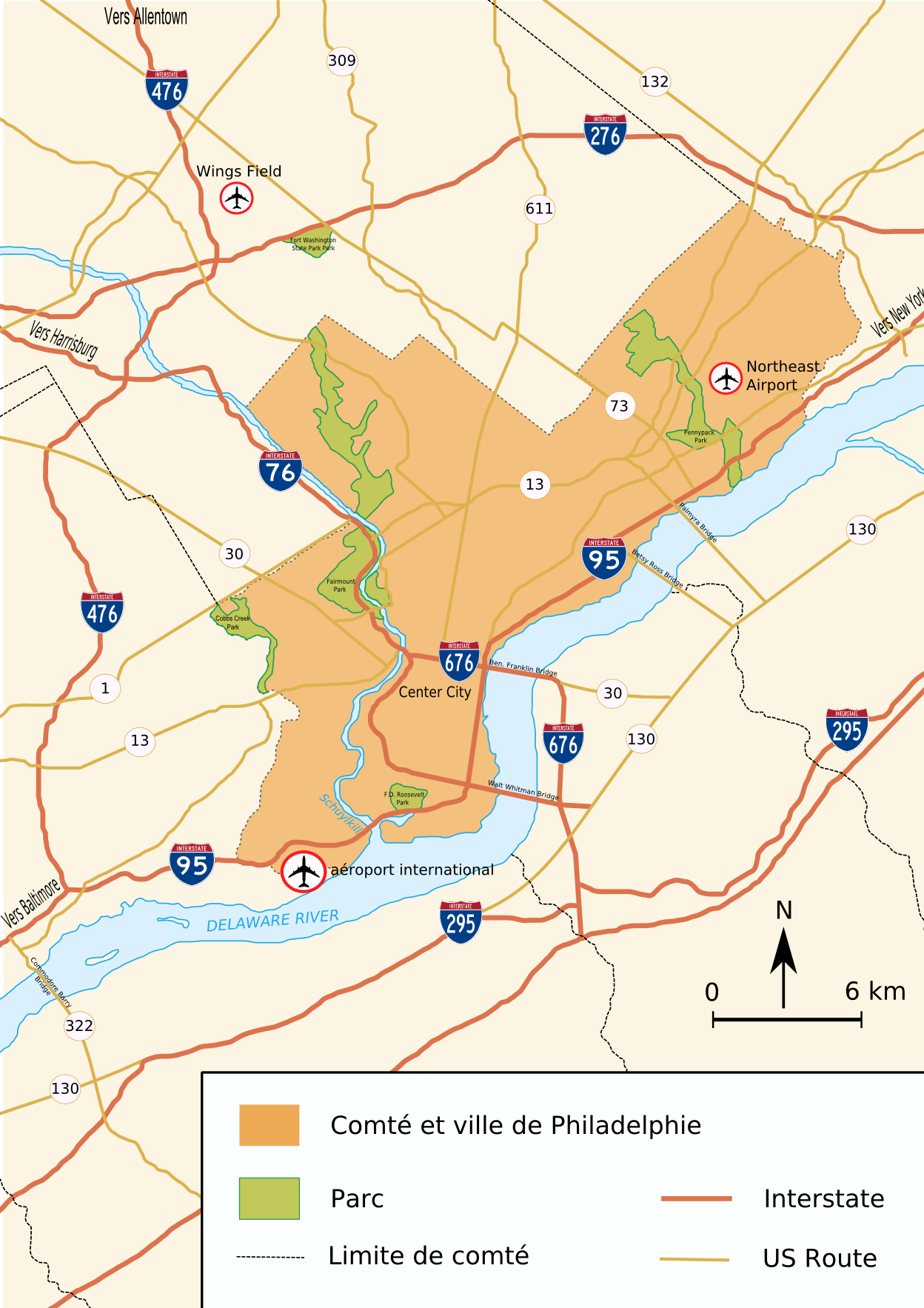
Carte routière de la région de Philadelphie.

Depuis les débuts du rail aux États-Unis, Philadelphie a toujours été un nœud ferroviaire majeur pour plusieurs compagnies, et tout particulièrement pour la Pennsylvania Railroad et la Reading Railroad. La Pennsylvania Railroad occupa d'abord la Broad Street Station, puis la 30th Street Station et la Suburban Station. La Reading Railroad gérait le Reading Terminal, qui fait désormais partie du palais des congrès. Aujourd'hui, les différentes lignes ne forment plus qu'un seul système placé sous le contrôle de la SEPTA.
En matière d'autoroutes, l'Interstate 95, qui traverse la ville le long du Delaware, demeure la principale artère nord-sud ; elle relie Philadelphie à New York au nord et à Baltimore au sud. Le centre-ville est également desservi par la Schuylkill Expressway, une portion de l'Interstate 76 qui longe la Schuylkill. Elle rencontre l'autoroute à péage Pennsylvania Turnpike à King of Prussia, permettant d'accéder à la capitale de l'État, Harrisburg. L'Interstate 676 et la Vine Street Expressway, furent achevées en 1991 après plusieurs années de chantier. Elles relient le Center City au New Jersey via le pont Benjamin-Franklin.
Le Roosevelt Boulevard et la Roosevelt Expressway (Route 1) relient Northeast Philadelphia avec le centre-ville. La route Woodhaven (Woodhaven Road ou Pennsylvania Route 63), construite en 1966, dessert les quartiers de Northeast Philadelphia. Les quartiers nord sont reliés au centre par la Fort Washington Expressway (Pennsylvania Route 309).
La Delaware River Port Authority assure la gestion de quatre ponts sur le Delaware : le pont Walt Whitman (I-76), le pont Benjamin-Franklin (I-676 et Route 30), le pont Betsy Ross (Route 90) et le pont Commodore Barry (Route 322). Il existe un ferry qui permet aussi de traverser le Delaware vers le New Jersey.
Philadelphie est l'un des principaux hubs pour la compagnie de bus Greyhound Lines. Le terminal se trouve au 1001 Filbert Street dans le Center City. En 2005, ce dernier était le troisième du pays derrière le Port Authority Bus Terminal de New York et le Los Angeles bus terminal. D'autres entreprises de transport sont également présentes : Bieber Tourways, Capitol Trailways, Martz Trailways, Peter Pan Bus Lines, Susquehanna Trailways, ainsi que les bus du New Jersey Transit.

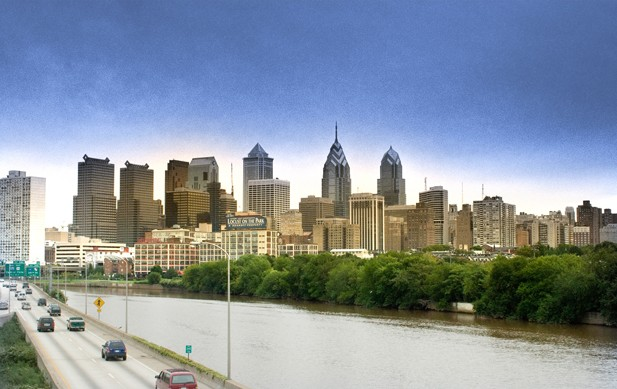
La Schuylkill Expressway, à proximité du Center City depuis le sud.
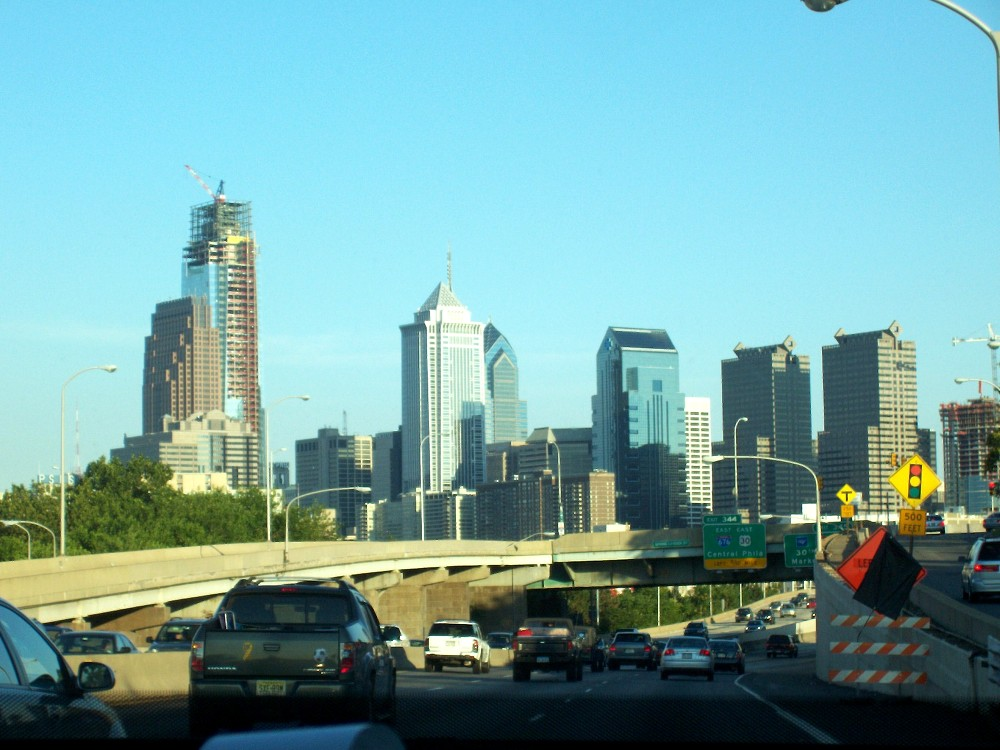
L'autoroute 76 (Schuylkill Expressway), à proximité du Center City depuis le nord.

## Jumelages
| Ville | Ville                 | Pays | Pays         | Période                   |
| ----- | --------------------- | ---- | ------------ | ------------------------- |
|       | Abruzzes              |      | Italie       |                           |
|       | Aix-en-Provence       |      | France       |                           |
|       | Douala                |      | Cameroun     | depuis 1986               |
|       | Florence              |      | Italie       | depuis 1964               |
|       | Francfort-sur-le-Main |      | Allemagne    | depuis le 16 juillet 2015 |
|       | Incheon               |      | Corée du Sud | depuis 1984               |
|       | Kobe                  |      | Japon        |                           |
|       | Mossoul               |      | Irak         |                           |
|       | Nijni Novgorod        |      | Russie       | depuis 1992               |
|       | Salvador              |      | Brésil       |                           |
|       | Tel Aviv              |      | Israël       | depuis 1966               |
|       | Tianjin               |      | Chine        | depuis 1980               |
|       | Toruń                 |      | Pologne      | depuis 1976               |

## Personnalités
- William Penn, fondateur de la ville et de la Province de Pennsylvanie.
- Benjamin Franklin, l'un des Pères fondateurs des États-Unis et à l'initiative de plusieurs institutions à Philadelphie, dont l'Université de Pennsylvanie et la Library Hall.
- Sylvester Stallone, acteur ayant grandi à Philadelphie et dont la série de films Rocky est étroitement liée à la ville.
- Will Smith, acteur et chanteur originaire de la ville.
- Bill Cosby, acteur né à Philadelphie, surtout connu pour son rôle dans la série télévisée, le Cosby Show.
- John Coltrane, considéré comme un des plus grands saxophonistes de jazz de l'histoire.
- Rasheedah Phillips, est une avocate, artiste, productrice et écrivaine américaine basée à Philadelphie.
- Lil Uzi Vert, rappeur américain né dans la ville.
- Meek Mill, rappeur américain né dans la ville.
- Judy Heumann, militante pour les droits des personnes handicapées.
- Grace Patricia Kelly, actrice et Princesse de Monaco, née dans la ville.
- Raymond Pace Alexander, juge et activiste des droits civiques, né et mort dans la ville.